# 投資一任会社
投資一任会社（とうしいちにんがいしゃ）とは、いわゆる資産運用会社のうち、投資一任業務を行う形でサービスを提供するもの。
投資一任業務（＝投資一任契約に係る業務）とは、顧客ごとに契約（＝投資一任契約）を締結し、投資判断を一任されるとともに、投資権限を委任されて、顧客の代理人として運用指図を行う、という業態。
旧・投資顧問業法（有価証券に係る投資顧問業の規制等に関する法律、1986年法律74号）により、有価証券を対象とする投資一任業務が解禁された。現行の金融商品取引法（2007年9月施行）には、対象を「金融商品」に広げながら、多くの規定が引き継がれた。

## 概説

### 資産運用会社の事業形態
現行の金融商品取引法は、資産運用会社のビジネスモデルを、下表のとおり区分している。
| 大区分           | 小区分               | 内容                                                                                   | 特徴 |
| ---------------- | -------------------- | -------------------------------------------------------------------------------------- | --- |
| 投資運用業       | 投資法人資産運用業務 | 会社型の投資信託（投資法人という）の資産を運用する。J-REITは不動産を対象とする投資法人 | 投資法人の発行する投資証券が証券取引所に上場される場合には、ディスクロージャー（内容開示）法制の適用を受ける                                   |
| 投資運用業       | 投資一任業務         | 特定の投資家の資金を個別に運用する                                                     | 顧客ごとに投資一任契約を締結する。顧客の資産の管理は信託銀行などが行う。                                                                       |
| 投資運用業       | 投資信託委託業務     | 不特定多数の投資家の資金をファンド（信託形式）に束ねて運用する                         | 投資信託の受益証券（＝ファンドを細分化したもの）について、証券会社や銀行による公募販売が行われる場合には、ディスクロージャー法制の適用を受ける |
| 投資運用業       | ファンド運用業務     | 特定少数の投資家の資金をファンド（組合形式）に束ねて運用する                           | 顧客ごとに組合契約を締結する。契約当事者の地位は転々流通することがないので、ディスクロージャー法制の適用を受けない                             |
| 投資助言・代理業 | 投資助言業務         | 特定の投資家に対し、投資情報を提供する                                                 | 顧客ごとに投資助言契約（法律上は「投資顧問契約」という）を締結する。投資助言業者は運用指図を行わない。                                         |
| 投資助言・代理業 | 媒介代理業務         | 他社の代理店として、投資一任契約または投資助言契約の仲介を行う                         | |

旧・投資顧問業法は、このうち「有価証券」を対象とする投資一任業務と投資助言業務の2つのビジネスモデルを規定していた。当時の投資顧問業者は、投資助言業の「登録」を受けた後、さらに投資一任業の「認可」を受けた（＝2段階規制の方式）。現行の金融商品取引法の下では、投資助言業務と投資一任業務はそれぞれ独立していて、いずれも「登録」で足りる。

### 投資一任業務が解禁された経緯
1984年10月、証券取引審議会は「投資顧問業務等に関する特別部会」を設置して、旧・投資顧問業法の制定に向けた検討を開始した。その1985年11月報告書「証券投資顧問業の在り方について」は、投資一任業務について、「一部の委員から…時期尚早であるとの意見が表明された」としながら、「投資顧問業務の中で専門性の行き着く最も進んだ形態」と評価し、「我が国においても…認めることが適当である」と結論づけた。また、投資一任業務が法的に手当てされないまま、証券会社でない投資顧問業者がこれを行えば、証券取引行為を無免許で行うこととなるとも指摘した。
こうして、後述するとおり、証券会社の売買一任勘定取引が規制されたのに対し、利益相反のおそれの、より少ない投資顧問業者に対して、投資一任業務が解禁された。そのため、投資一任会社の認可基準には、母体企業からの独立性を確保するためのものが少なからず盛り込まれた。

### 旧・投資顧問業法の認可基準
投資一任業務の認可基準は、他の法律に基づくライセンスの基準とほぼ同様の構成で、認可の適否の判断は大蔵大臣の「裁量行為」とされた。認可要件とされたのは、財産的基礎、収支見込み、人的構成、管理部門の整備、法令等の遵守状況、顧客との信頼関係の維持、独立性の確保、など。利益相反防止の観点から、母体企業からの経済的、組織的かつ物理的な独立が求められた。また、認可を受けた投資一任会社には専業義務が課せられ、その常勤役員には兼職制限が課せられた。
うち「収支見込み」については、当初、「3営業年度内に黒字に転ずる」「投資一任契約に係る契約資産額が短期間のうちに200億円に達する」ことが求められたが、1995年1月の認可基準の改正により、後者は「投資助言契約に係る契約資産額が200億円以上であること」に改められた。なお、こうした契約資産額基準は、海外親会社が1000億円以上の契約資産額を有する外資系現地法人または外国会社の本邦支店には、特例として適用されなかった。なお、契約資産額基準は、1998年6月の通達廃止（＝事務ガイドラインの示達）により廃止された。
1995年2月以降、投信委託業務と投資一任業務の「併営」が認められたが、その際、「投資助言契約に係る契約資産額が200億円以上であること」という要件を満たさない投信委託会社でも、投資信託の運用資産残高が3000億円以上（海外親会社の実績を含む）であるなら、投資一任業務の認可を受ける途が開かれた。

### 年金資産の運用
投資一任業務の解禁は、将来の年金資産の運用を前提とするものでもあり、まず私的年金、次いで公的年金の資産の運用への途が投資一任会社に開かれた。
私的年金
1954年厚生年金保険法（1954年法律115号）により厚生年金（公的年金のいわゆる2階部分。被用者むけ）が制度化され、さらに1965年6月の法改正（1965年法律104号）により、厚生年金基金と厚生年金基金連合会に関する条文が追加されて、企業年金（年金制度のいわゆる3階部分）が制度化された。
その積立金の運用方法は、当初、「信託又は保険の契約による」とされていたが、「運用受託機関の間に競争原理を導入し運用効率の向上を図る」ため、1989年12月の法改正（1989年法律86号）により、翌1990年4月から、要件を満たした認定厚生年金基金については、信託銀行と特定金銭信託契約を締結する前提で、「投資一任契約」によることも許された。ただし、解禁当初、その対象は、「ニューマネー」に限られ、契約資産額を10億円以上とするほか、安全性の高い資産への投資の確保などの条件が付された。

公的年金
1961年・年金福祉事業団法（1961年法律180号）により、特殊法人「年金福祉事業団」が設置された。その業務は、年金福祉施設の設置・運営とその設置・整備資金の貸付けとされたが、その後、財政投融資制度改革の一環として、また、資金運用部預託金利の引き下げを背景として郵貯・年金の自主運用を認める機運が高まった。年金福祉事業団については、1986年4月の法改正（1986年法律21号）により「年金資金確保事業」として、さらに1987年6月の法改正（1987年法律59号）により「年金財源強化事業」として、特別会計から資金運用部に預託した後、資金運用部から融資を受けて運用を行うことが許された。その方法は、①公共債の取得、②預貯金、③金銭信託、とされた。うち「公共債の取得」（＝自家運用部分）については、投資助言業務の対象となったが、「金銭信託」（＝運用委託部分）については、「運用方法を特定するものを除く」という条件が付されたため、投資一任業務の対象とならなかった。
1995年2月に金融サービス分野における日米包括経済協議が最終合意に至り、そこで年金福祉事業団の資金運用むけの投資一任会社のアクセスを「1995年度中」に開放することとされた。期限内に開放するため、法改正を避けて、リミテッド・パートナーシップ指定単スキームが考案された。なお、年金福祉事業団はその後、2000年3月の法改正（2000年法律19号）により、2001年4月から「年金資金運用基金」となり、さらに2004年6月の法改正（2004年法律105号）により、2006年4月から「年金積立金管理運用独立行政法人」（GPIF）となって現在に至っている。

## 投資信託との関連

### 投信委託会社の母体企業として
証券投資信託の設定・運用を行う「投信委託業務」は、1951年投信法（証券投資信託法、1951年法律198号）により当初は登録制、その後、1953年改正法（1953年法律141号）により免許制とされた。1958年に投信分離論が活発となり、翌年末から、法律改正を伴わない「証券会社から委託会社への営業譲渡」の形で証券会社と投信委託会社の分離が行われた。それから長く9社体制が続き、証券市場の回復等もあって、1989年11月までに国内証券系6社が免許を受けた。
投資信託研究会の1989年5月報告書「今後の投資信託の在り方について」を受けて、同年12月に「証券投資信託業務の免許基準の運用について」が公表された。明確化された免許基準に基づいて5社が免許を受けた後、さらに、証券取引審議会の1992年1月報告書「証券市場における適正な競争の促進等について」を受けて、同年4月に免許運用基準が改正された。
この改正により、投資一任会社も設立母体となることが許され、以後、投資信託の運用業務または販売業務の実績を持たない銀行や保険会社などが、投資顧問子会社における投資一任業務の実績に基づいて、投信委託業務に続々と参入した。
こうした取り扱いの結果、国内外の証券・金融グループは、その多くが運用子会社を2社ずつ（投信委託会社と投資一任会社）を有することとなり、うち投資一任会社については、株式会社形態のものと、外国会社の本邦支店形態のものとが混在することとなった。

### 投信委託業務と投資一任業務の併営
投資信託研究会の1994年6月報告書「投資信託の改革に向けて～期待される機能、役割の発展のために」は、投信委託業務と投資一任業務の併営について、「欧米では容認されている」としながら、両論併記として結論を出さなかった。
しかしながら、同年12月に発表された具体的改善方策「投資信託の概要について」では、免許運用基準の見直しが行われて、1995年2月以降、投信委託業務と投資一任業務の「併営」や、投信委託会社と投資一任会社の「合併」が認められることとなった。また、同年12月には、外国会社の本邦支店の形態を採った投資一任会社が投信委託業務に参入する場合、投資一任会社としては法人なりを行わず、投信委託業免許を受ける株式会社を別に設立する前提で、人員・施設の共有による実質的な併営が認められた。
これにより、グループごとに運用子会社を2社ずつ有する必要はなくなり、また、2社ずつ有していた運用子会社を合併する動きが進むこととなった。

### 証券投資法人の設立とその資産の運用
上記の投資信託研究会報告書は、「欧米においては会社型投信が主流」「なお、クローズド・エンド型の会社型投資信託のメリットとして、安定的な資産運用が確保できると言われている」などとしながらも、会社型投資の導入には否定的だった。
しかし、証券取引審議会の1997年6月報告書「証券市場の総合的改革～豊かで多様な21世紀の実現のために」は導入に前向きで、これを受けた1998年6月の法改正（いわゆる金融システム改革法。1998年法律107号）により、証券投資法人（＝いわゆる会社型投信のうち、有価証券を対象とするもの）が制度化された。
法人の定款にあたる「規約」を作成する設立企画人およびその資産を運用する運用会社の業務は、投信委託会社だけでなく、投資一任会社にも解禁された。これを受けて、次の証券投資法人が設立されることとなった。なお、J-REIT（いわゆる会社型投信のうち、不動産を対象とするもの）が制度化されたのは、2000年5月の法改正（2000年法律97号）による。
| 証券投資法人                             | 設立企画人・運用会社         | 投資証券の流通                                                                      | 備考                                                                               |
| ---------------------------------------- | ---------------------------- | ----------------------------------------------------------------------------------- | ---------------------------------------------------------------------------------- |
| ジェイ不動産証券投資法人                 | 日本不動産投信               | 2000年7月設立、2000年8月登録、2001年4月グリーンシート銘柄として気配公表を開始       | 2011年9月解散                                                                      |
| ベンチャービジネス証券投資法人           | スミセイグローバル投信       | 2002年1月上場（大阪証券取引所ベンチャーファンド市場）                               | 2014年6月換金完了、2015年1月上場廃止（東京証券取引所ベンチャーファンド市場）       |
| ベンチャー・リヴァイタライズ証券投資法人 | あおぞらアセットマネジメント | 2002年3月設立、2002年4月登録、2004年3月上場（大阪証券取引所ベンチャーファンド市場） | 2017年1月換金完了、2017年7月上場廃止（東京証券取引所ベンチャーファンド市場）、解散 |
| マイブイシー投資法人                     | ジャイク投資顧問             | 2001年7月設立                                                                       | 2009年11月解散                                                                     |

「ジェイ不動産証券投資法人」は、我が国初の会社型投信である。これを設立した日本不動産投信は、税理士らが設立したベンチャーであり、投資家804人から12億6080万円を集めて、特定目的会社の発行する資産対応証券に化体した不動産への投資を行った。後三者は大阪府のエンゼルファンド事業の受け皿で、大阪府が財団法人大阪産業振興機構を通じた出資を行った。
このほか、野村スパークス・インベストメント（2021年4月設立の投資運用会社）が、2021年9月に、「日本グロースキャピタル投資法人」を設立している。

## 証券会社の投資一任業務

### 売買一任勘定取引（※現在の取引一任勘定取引）
投資一任業務は、証券会社の売買一任勘定取引から派生したものである。なお、売買一任勘定取引は、1988年5月の法改正（1988年法律75号）に伴う同年8月の省令改正（1988年大蔵省令36号）により「取引一任勘定取引」に改称された。
証券会社は戦前から、売買一任勘定取引を行っていたのであるが、1948年証券取引法とこれに基づく証券取引委員会規則により、自己計算取引や過当数量取引などと同列で制限されていたところ、トラブルが多発したため、1964年2月通達「有価証券の売買一任勘定取引の自粛について」（1964年蔵理926号）により、「顧客の強い要請により、…やむを得ず特別に行う」ものとして、重ねて制限された。なお、証券会社は、1965年改正法（1965年法律90号）により免許制とされた際、証券業専念義務が課されたが、1967年10月通達「証券会社の兼業について」（蔵証1879号）により、投資助言業務は兼業承認の対象とされた。もっとも、兼業承認を受けた証券会社は3社どまりで、いずれも間もなく投資顧問子会社に業務を移管した。証券会社でない投資顧問子会社は、顧客のために証券取引行為を行うことが許されないため、投資一任業務を行えなかった。
1989年末、複数の証券会社において、損失補てんが組織ぐるみで行われていることが明らかとなった。いわゆる財テクがブームとなる中、各社の法人営業が過熱し、法人顧客の取引が暗黙の了解の下に一任的に運用された結果、損失を補てんせざるを得なくなったのである。損失補てんが、特定の顧客に対して、いわゆる飛ばしという簿外負債化を伴う多額の処理の形で行われれば、顧客間での不平等となるだけでなく、市況下落時に証券会社の経営に重大な影響を及ぼす。
そこで、1989年12月通達「証券会社の営業姿勢の適正化及び証券事故の未然防止について」（1989年蔵証2150号）と「投資顧問業者の業務遂行上留意すべき事項について」（1989年蔵証2151号）が発出された。当時の法律では禁止行為とされていなかった「事後的な損失の補填や特別の利益提供」について、「厳にこれを慎むこと」とした一方で、いわゆる営業特金が一任的に運用されることを防ぐため、「特定金銭信託契約に基づく勘定を利用した取引については、原則として、顧客と投資顧問業者との間に投資顧問契約が締結されたものとすること」とした。ところが証券会社の営業姿勢は改まらず、1991年夏、大口法人顧客に対する損失補てん、暴力団関係者との不明朗な取引などが発覚し、証券会社の不祥事が社会問題となった。改めて、取引一任勘定取引は「いわゆる損失補填の温床となりがち」とされ、同年7月通達「有価証券の取引一任勘定取引について」（1991年蔵証1135号）により原則禁止された。なお、①海外取引注文、②売値の下限または買値の上限を指示した注文、③取引総額注文、④システム売買注文、は「限定的な裁量権の委任によるもの」「投資者の自己責任原則に反しない」とされ、社内管理体制の整備を条件として、引き続きその受託を許された。もっとも、行政指導では実効性に限度があったことから、1991年10月の法改正（1991年法律96号）により、取引一任勘定取引の禁止が法令に明文化された。同法の1992年1月施行により、前出の証券取引委員会規則は廃止され、省令に「適用除外行為」が列挙された。このとき、投資顧問子会社の関わる取引口座で損失補てんが行われていたことが明らかとなったが、親証券会社からの独立性の確保が十分でなかった点が背景にあったと判断された。そのため、1991年11月に施行規則が改正され、また、1992年1月通達「投資一任会社が顧客のために証券取引行為を行う場合の取扱いについて」（1992年蔵証1914号）が発出されて、投資一任会社を資本関係・人的関係により支配している親証券会社への発注が原則禁止された。
その後、1998年金融システム改革法の施行に伴う省令改正の際、適用除外行為に「親族注文」が追加された。また、2002年8月に発表された「証券市場の改革促進プログラム」において、「誰もが投資しやすい市場の整備～多様な投資家の幅広い市場参加の促進」の一環として、取引一任勘定取引の範囲を見直すこととなり、同年12月に内閣府令が改正され、適用除外行為が、①外国証券会社注文、②特定同意注文、③取引総額注文、④システム売買注文、⑤親族注文、と整理された。

### ラップ口座（証券会社の資産管理サービス）
証券取引審議会の1997年6月報告書「証券市場の総合的改革～豊かで多様な21世紀の実現のために」は、「資産運用サービスの強化」の一環として、証券会社のラップ口座を法制化すべきとした。1998年金融システム改革法により、証券会社の専業義務の規定が見直され、また、「会員証券会社は有価証券の売買の受託について委託者から証券取引所の定める委託手数料を徴しなければならない」とする規定が削除されて株式等売買委託手数料の自由化が行われた。旧・投資顧問業法にも証券業を兼業するための規定が置かれる形で、ラップ口座が解禁された。
しかしながら、旧・投資顧問業法に基づく書面交付義務がその普及の妨げとなったことから、2003年5月の法改正（2003年法律54号）により「ラップ口座の円滑な実施を可能とする制度整備」が行われ、翌2004年4月に施行規則と事務ガイドラインが改正された。

## 投資一任会社の例
- 旧・投資顧問業法（1986年11月施行、2007年9月廃止）の下で「認可」を受けた投資顧問業者の一覧。
- 当時は営業保証金[72]の供託義務が課されており、2007年9月に現行の金融商品取引法が施行されるまでの間は、その取戻し公告により廃業の時期を確認することができる。
- 2003年5月の法改正（2003年法律54号[70]）により、翌2004年4月から信託銀行に投資一任業務が解禁された。資産運用と資産管理を業とする信託銀行に対し、重ねて投資一任業務が解禁されたのは、年金資産の運用を受託する際、再信託方式（三者協定による）によらずに資産管理信託銀行との分業（マスタートラスト）[73]を行えるようにするためである。

### 1987年6月大蔵大臣認可（業法施行後の第1陣、56社）
| 認可番号 | 会社名                                                                   | 母体企業、 設立年月                                                    | その後の異動 | 廃業時の営業保証金取戻し公告 |
| -------- | ------------------------------------------------------------------------ | ---------------------------------------------------------------------- | --- | ---------------------------- |
| 1        | 朝日生命投資顧問                                                         | 朝日生命、1985年7月                                                    | 1999年4月投信認可、社名を「朝日ライフアセットマネジメント」に変更 |                              |
| 2        | アライアンス・キャピタル・マネジメント・インターナショナル・インク       | 外国会社の本邦支店                                                     | 1992年6月に社名を「アライアンス・キャピタル・マネジメント・ジャパン・インク」に変更。1993年にエクイタブル・キャピタル・マネジメント・ジャパン（1990年11月一任認可）の営業を承継。1999年12月にアライアンス・キャピタル投信（1996年12月投信免許、1999年12月一任認可）に営業譲渡、2000年11月に廃業 | 2001年3月                    |
| 3        | ウォーバーグ投資顧問                                                     |                                                                        | 1995年9月に社名を「マーキュリー投資顧問」に変更。1998年7月にメリルリンチ投信投資顧問（旧メリルリンチ投資顧問）と合併して消滅 | 1998年8月                    |
| 欠番     |                                                                          |                                                                        | |                              |
| 5        | エービーディー・インターナショナル・マネージメント・コーポレーション     | 外国会社の本邦支店                                                     | 1995年6月までに認可抹消 | 1995年6月                    |
| 6        | エヌケイユー投資顧問                                                     | 農林中央金庫、全国共済農業協同組合連合会、ユニバーサル証券、1985年10月 | 1996年9月に農中投信（1993年10月投信免許、1996年9月一任認可）と合併して消滅 | 1997年1月                    |
| 7        | エムアイエム・トウキョウ                                                 |                                                                        | 1991年6月に社名を「インベスコ・エムアイエム投資顧問」に変更。1993年8月に「インベスコ投資顧問」に変更。1996年7月にインベスコ投信（1990年11月投信免許、1996年7月一任認可）と合併して消滅 | 1996年10月                   |
| 8        | 岡三投資顧問                                                             | 岡三証券、1984年9月                                                    | 2008年4月に日本投信委託（前身の会社は1961年6月投信免許）と合併して消滅。存続会社は社名を「岡三アセットマネジメント」に変更 |                              |
| 欠番     |                                                                          |                                                                        | |                              |
| 10       | カウンティ・ナットウエスト投資顧問                                       |                                                                        | 1994年6月までに社名を「ナットウエスト投資顧問」に変更。1997年6月までにガートモア投資顧問（1995年10月一任認可）と合併、「ナットウエスト・ガートモア投資顧問」に変更。さらに「ガートモア投資顧問」に変更。2000年9月にガートモア・エヌ・シー投信（旧エヌ・シー・ジー投信、1996年4月投信免許、2000年9月一任認可）と合併して消滅 | 2001年1月                    |
| 11       | 勧業角丸投資顧問                                                         | 日本勧業角丸証券、1985年10月                                           | 前身は勧業角丸経済研究所（1975年7月設立）。1990年10月に社名を「勧角投資顧問」に変更。1997年10月に朝日投信委託（前身の会社は1961年6月投信免許、1997年9月一任認可）と合併して消滅 | 1997年12月                   |
| 12       | 協和投資顧問                                                             | 協和銀行、1985年10月                                                   | 1992年4月にサイギン投資顧問と合併して消滅 | 1992年4月                    |
| 欠番     |                                                                          |                                                                        | |                              |
| 14       | 興銀投資顧問                                                             | 日本興業銀行、1985年10月                                               | 1992年3月に和光投資顧問と合併、社名を「興銀和光アセットマネジメント」に変更。1993年4月に新日本インターナショナル投資顧問と合併、「興銀エヌダブリュ・アセットマネジメント」に変更。1999年10月に第一ライフ投信投資顧問（旧・第一生命投資顧問）と合併して消滅 | 1999年12月                   |
| 15       | 国際投資顧問                                                             | 国際証券、1984年12月                                                   | 1997年7月に国際投信委託（1983年3月投信免許、1996年8月一任認可）と合併して消滅 | 1997年9月                    |
| 16       | コスモ投資顧問                                                           | コスモ証券、1985年8月                                                  | 前身は大阪屋リサーチセンター（1981年6月設立）。1995年4月に大和銀投資顧問と合併して消滅 | 1995年5月                    |
| 17       | サイギン投資顧問                                                         | 埼玉銀行、1985年9月                                                    | 1992年4月に協和投資顧問と合併、社名を「協和埼玉投資顧問」に変更。1992年9月に「あさひ投資顧問」に変更。1999年4月にあさひ東京投信（1987年11月投信免許、1996年4月一任認可）と合併して消滅 | 1999年6月                    |
| 18       | 三生投資顧問                                                             | 三井生命、1985年7月                                                    | 1999年2月に社名を「三井生命グローバルアセットマネジメント」に変更。2000年1月投信認可。2002年12月に4社と合併、「三井住友アセットマネジメント」に変更。2013年4月にトヨタアセットマネジメント（旧・千代田火災投資顧問、1992年3月一任認可）と合併。2019年4月に大和住銀投資顧問と合併、「三井住友DSアセットマネジメント」に変更 |                              |
| 19       | 三洋投資顧問                                                             | 三洋証券、1983年11月                                                   | 旧・三洋インベストメントマネジメント。1998年に社名を「フィデュシアリ・トラスト・インターナショナル投資顧問」に変更。2003年9月にフランクリン・テンプルトン・インベストメンツ（旧・テンプルトン投資顧問、1997年11月一任認可）と合併して消滅 | 2003年10月                   |
| 20       | 三和投資顧問                                                             | 三和銀行、1985年6月                                                    | 1997年12月に三和投信（1993年10月投信免許、1997年12月一任認可）と合併して消滅 | 1998年4月                    |
| 21       | ジー・ティー・マネジメント・ジャパン                                     |                                                                        | 1995年6月投信免許、社名を「ジー・ティー投信」に変更。その後「エル・ジー・ティー投信・投資顧問」に変更。1998年9月にインベスコ投信投資顧問（旧インベスコ投信、1990年11月投信免許、1996年7月一任認可）と合併して消滅 | 1998年12月                   |
| 22       | シグナ・インベストメント・アドバイザリー・カンパニー・インク             | 外国会社の本邦支店                                                     | 1990年6月までに「法人なり」して消滅。日本法人は1989年12月に一任認可 |                              |
| 23       | ジャーディン・フレミング投資顧問                                         |                                                                        | 1995年11月にジャーディンフレミング投信（1990年10月投信免許、1995年10月一任認可）と合併して消滅 | 1995年12月                   |
| 24       | シュローダー・インベストメント・マネージメント                           | 1985年12月                                                             | 1997年3月にシュローダー投信（1992年1月投信免許、1997年3月一任認可）と合併して消滅 | 1997年6月                    |
| 25       | 新日本インターナショナル投資顧問                                         | 新日本証券、1976年7月                                                  | 旧・新日本投資顧問。1987年2月に社名を「新日本インターナショナル投資顧問」に変更。1993年4月に興銀和光アセットマネジメント（旧・興銀投資顧問）と合併して消滅 | 1993年5月                    |
| 26       | 住銀バンカース投資顧問                                                   | 住友銀行、1985年11月                                                   | 1990年に社名を「住銀投資顧問」に変更。1999年4月に大和投資顧問と合併して消滅 | 1999年6月                    |
| 27       | 住生投資顧問                                                             | 住友生命、1985年6月                                                    | 1997年6月までに社名を「スミセイ投資顧問」に変更。1999年9月投信認可、「住友ライフ・インターナショナル・インベストメント・マネジメント」に変更。その後「住友ライフ・インベストメント」に変更。2002年12月に三井生命グローバルアセットマネジメント（旧・三生投資顧問）と合併して消滅 | 2003年2月                    |
| 28       | セントラル投資顧問                                                       | 東海銀行、1985年7月                                                    | 1997年10月にセントラル投信（1994年9月投信免許、1997年9月一任認可）と合併して消滅 | 1997年12月                   |
| 29       | 第一勧業投資顧問                                                         | 第一勧業銀行、1985年7月                                                | 1997年10月に朝日投信委託（前身の会社は1961年6月に投信免許、1997年9月一任認可）と合併して消滅 | 1997年12月                   |
| 30       | 第一生命投資顧問                                                         | 第一生命、1985年7 月                                                   | 1998年3月投信免許、社名を「第一ライフ投信投資顧問」に変更。1999年10月に興銀エヌダブリュ・アセットマネジメント（旧・興銀投資顧問）、日本興業投信（1994年7月投信免許）の２社と合併、「興銀第一ライフアセットマネジメント」に変更。2008年1月に「DIAMアセットマネジメント」に変更。2016年10月に3社（みずほ信託銀行の資産運用部門を含む）と合併、「アセットマネジメント One」に変更 |                              |
| 31       | ダイエー投資顧問                                                         | ダイエー、1985年12月                                                   | 1998年9月に廃業 | 1998年11月                   |
| 32       | 太平洋投資顧問                                                           | 太平洋証券、1985年12月                                                 | 1996年8月に太平洋投信（1989年11月投信免許、1996年8月一任認可）と合併して消滅 | 1996年11月                   |
| 33       | ダイヤモンド投資顧問                                                     | 三菱銀行、1985年7月                                                    | 1996年7月に東銀投資顧問（1989年12月一任認可）と合併、社名を「東京三菱投資顧問」に変更。1997年5月投信免許、「東京三菱投信投資顧問」に変更。2004年10月に三菱信アセットマネジメント（2000年3月投信認可、2001年3月一任認可）と合併、「三菱投信」に変更。2005年10月にユーエフジェイパートナーズ投信（旧・山一証券投資信託委託、その後、パートナーズ投信。1960年2月投信免許、1995年10月一任認可）と合併、「三菱UFJ投信」に変更。2015年7月に国際投信投資顧問（旧・国際投信委託、1983年3月投信免許、1996年8月一任認可）と合併、「三菱UFJ国際投信」に変更                                                                                  |                              |
| 34       | 太陽神戸投資顧問                                                         | 太陽神戸銀行、1986年4月                                                | 1990年10月に三井銀投資顧問と合併して消滅 | 1991年1月                    |
| 35       | 大和銀投資顧問                                                           | 大和銀行、1985年12月                                                   | 1995年4月にコスモ投資顧問と合併、社名を「ディーアンドシーキャピタルマネジメント」に変更。1998年10月にコスモ投信（1986年11月投信免許、1998年9月一任認可）と合併して消滅 | 1998年12月                   |
| 36       | 大和投資顧問                                                             | 大和証券、1973年6月                                                    | 1999年2月投信認可。1999年4月に住銀投資顧問（旧・住銀バンカース投資顧問）、エス・ビー・アイ・エム投信（1993年10月投信免許）の2社と合併、社名を「大和住銀投信投資顧問」に変更。2019年4月に三井住友アセットマネジメント（旧・三生投資顧問）と合併して消滅 |                              |
| 37       | たくぎん投資顧問                                                         | 北海道拓殖銀行、1985年9月                                              | 1998年10月に社名を「ウエスト・エル・ビー投資顧問」に変更。2004年3月までに「フォルティス・インベストメンツ・ジャパン」に変更。2008年8月以降にフォルティス・アセットマネジメント（旧コメルツ・インターナショナル投資顧問、1994年5月一任認可）と合併して消滅 |                              |
| 38       | 長銀投資顧問                                                             | 日本長期信用銀行、1972年12月                                           | 旧・第一投資調査センター（設立時の社名は「日本ポートフォリオサービス」）。1998年4月に社名を「長銀ユー・ビー・エス・ブリンソン投資顧問」に変更。さらに「ユー・ビー・エス・ブリンソン投資顧問」に変更。2000年7月にユー・ビー・エス投信投資顧問（旧ユー・ビー・エス投資顧問、1996年8月一任認可）と合併して消滅 | 2000年9月                    |
| 39       | 千代田投資顧問                                                           | 千代田生命、1985年7月                                                  | 2002年4月にAIG投信投資顧問（旧エイアイジー投資顧問、1986年11月一任認可）と合併して消滅 | 2002年8月                    |
| 40       | 東京海上エム・シー投資顧問                                               | 東京海上火災、1985年12月                                               | 1998年5月投信免許、社名を「東京海上アセットマネジメント投信」に変更。2014年4月に「東京海上アセットマネジメント」に変更 |                              |
| 41       | 東京投資顧問                                                             | 東京証券、1986年12月                                                   | 1996年4月に東京投信（1987年11月投信免許、1996年4月一任認可）と合併して消滅 | 1996年6月                    |
| 欠番     |                                                                          |                                                                        | |                              |
| 43       | 日興国際投資顧問                                                         | 日興証券、1981年9月                                                    | 1999年4月に日興証券投資信託委託（1960年2月投信免許、1995年10月一任認可）と合併して消滅 | 1999年6月                    |
| 44       | ニッセイ・ビーオーティー投資顧問                                         | 日本生命、1985年7月                                                    | 1989年10月に社名を「ニッセイ投資顧問」に変更。1998年7月にニッセイ投信（1995年4月投信免許、1998年6月一任認可）と合併して消滅 | 1998年8月                    |
| 45       | 野村投資顧問                                                             | 野村証券、1981年1月                                                    | 1997年10月に野村証券投資信託委託（1960年2月投信免許、1995年9月一任認可）と合併して消滅 | 1998年1月                    |
| 46       | パリバ投資顧問                                                           |                                                                        | 1999年6月業務停止命令。2000年8月にビー・エヌ・ピー投信（1998年11月投信免許、2000年6月一任認可）と合併して消滅、社名を「ピー・エー・エム」に変更 | 2000年12月                   |
| 47       | ピクテ・ジャパン                                                         |                                                                        | 1997年10月投信免許、社名を「ピクテ投信投資顧問」に変更 |                              |
| 48       | フィデリティ投資顧問                                                     |                                                                        | 1990年1月にフィデリティ・ジャパン（助言）と合併、1993年8月にエフ・アイ・エー（助言）と合併。1995年11月投信免許、社名を「フィデリティ投信」に変更 |                              |
| 49       | 富士銀投資顧問                                                           | 富士銀行、1985年7月                                                    | 1995年10月に富士投信（1993年10月投信免許、1995年10月一任認可）と合併して消滅 | 1995年12月                   |
| 50       | ベアリング・インターナショナル・インベストメント・マネジメント・ジャパン | 1986年1月                                                              | 1995年1月に社名を「ベアリング・アセット・マネジメント・ジャパン」に変更。1995年11月投信免許、「ベアリング投信」に変更。1999年4月に「ベアリング投信投資顧問」に変更。2017年10月にベアリングス・アドバイザーズ、Barings Real Estate Advisors Japanの2社と合併、「ベアリングス・ジャパン」に変更 |                              |
| 51       | 三井銀投資顧問                                                           | 三井銀行、1985年7月                                                    | 1990年10月に太陽神戸投資顧問と合併、社名を「太陽神戸三井投資顧問」に変更。さらに「さくら投資顧問」に変更。1997年10月にさくら投信（1993年10月投信免許、1997年9月一任認可）と合併して消滅 | 1998年1月                    |
| 52       | 明生投資顧問                                                             | 明治生命、1985年7月                                                    | 1998年7月にドレスナーアール・シー・エム投資顧問（旧クラインオートベンソン投資顧問、1987年9月一任認可）と合併、社名を「明治ドレスナー・アセットマネジメント」に変更。2000年7月に明治ドレスナー投信（旧コスモ投信、1986年11月投信免許、1998年9月一任認可）と合併して消滅 | 2000年9月                    |
| 53       | メリルリンチ投資顧問                                                     | 1985年                                                                 | 1997年12月投信免許、社名を「メリルリンチ投信投資顧問」に変更。1998年7月にマーキュリー投資顧問（旧ウォーバーグ投資顧問）、マーキュリー投信（旧ウォーバーグ投信、1990年10月投信免許、1995年9月社名変更）の2社と合併、「メリルリンチ・マーキュリー投信投資顧問」に変更。2000年12月に「メリルリンチ・インベストメント・マネジャーズ」に変更。2006年10月にブラックロック・ジャパン（旧・野村ブラックロック・アセット・マネジメント、1999年8月一任認可）と合併、「ブラックロック・ジャパン」に変更。2009年12月にバークレイズ・グローバル・インベスターズ（旧バークレイズ・デズート・ウェッド投資顧問、1989年1月一任認可）と合併して消滅 |                              |
| 54       | モルガングレンフェルインターナショナルアセットマネジメント               | 1985年7月                                                              | 1990年6月にドイツ銀投資顧問（1988年6月一任認可）と合併、社名を「ディービーモルガングレンフェルアセットマネジメント」に変更。1995年11月投信免許、「ディービーモルガングレンフェル投信投資顧問」に変更。1996年10月に「ドイチェ・モルガン・グレンフェル投信投資顧問」に変更。1999年8月にバンカース・トラスト投信投資顧問（旧ビー・ティー投資顧問、1994年12月一任認可）と合併、「ドイチェ・アセット・マネジメント」に変更。2002年5月にチューリッヒ・スカダー投資顧問（旧スカダー・スティーブンス・アンド・クラーク・ジャパン、1989年1月一任認可）と合併                                                                               |                              |
| 55       | 安田投資顧問                                                             | 安田生命、1985年7月                                                    | 1998年6月までに安田信投資顧問（旧・安信投資顧問）の営業を承継。2003年8月に安田投信投資顧問（旧・安田ペインウエバー投信、1999年3月投信認可、2003年7月一任認可）と合併して消滅 | 2003年10月                   |
| 56       | 山一投資顧問                                                             | 山一証券                                                               | 前身は山一投資カウンセリング（1971年11月設立）。1980年1月に社名を「山一投資顧問」（旧）に変更。1983年11月に山一国際キャピタル・マネージメントと合併して消滅。存続会社は社名を「山一投資顧問」（新）に変更。 1998年4月に社名を「エスジー山一アセットマネジメント」に変更。1998年11月投信免許。2004年8月にりそなアセットマネジメント（旧・東京投信、1987年11月投信免許、1996年4月一任認可）と合併、「ソシエテジェネラルアセットマネジメント」に変更。2010年7月にクレディ・アグリコルアセットマネジメント（旧インドスエズ・アセット・マネージメント・ジャパン、1989年1月一任認可）と合併、「アムンディ・ジャパン」に変更             |                              |
| 57       | 山種投資顧問                                                             | 山種証券、1985年12月                                                   | 前身は山種調査センター（1966年9月設立）。2001年7月に廃業、8月に解散 | 2001年9月                    |
| 58       | ロスチャイルドアセットマネジメントジャパン                               |                                                                        | 1996年9月投信免許、社名を「ロスチャイルド投信投資顧問」に変更。2003年11～12月に廃業、社名を「ロスチャイルド・アセット・マネジメント・ジャパン」に変更 | 2003年12月                   |
| 59       | ワードレイ投資顧問                                                       | 1985年5月                                                              | 1994年2月に社名を「エイチ・エス・ビー・シー投資顧問」に変更。1998年6月投信免許、「エイチ・エス・ビー・シー投信投資顧問」に変更。2003年3月に「HSBCアセット・マネジメント」に変更。2005年4月に「HSBC投信」に変更。2021年11月に「HSBCアセットマネジメント」に変更 |                              |
| 60       | 和光投資顧問                                                             | 和光証券、1984年1月                                                    | 1992年3月に興銀投資顧問と合併して消滅 | 1992年4月                    |

### 1987年9月大蔵大臣認可（業法施行後の第2陣、59社）
| 認可番号 | 会社名                                             | 母体企業、 設立年月                                         | その後の異動 | 廃業時の営業保証金取戻し公告     |
| -------- | -------------------------------------------------- | ----------------------------------------------------------- | --- | -------------------------------- |
| 61       | アイザワ・インベストメント・アンド・リサーチ       | 藍澤証券、1986年6月                                         | 1988年12月に社名を「藍澤投資顧問」に変更。廃業して2003年4月に認可抹消、5月に解散 | 2003年5月                        |
| 62       | あしぎん投資顧問                                   | 足利銀行、1986年5月                                         | 1997年5月に解散 | 1997年8月                        |
| 63       | 安信投資顧問                                       | 安田信託銀行、1986年9月                                     | 1997年4月に社名を「安田信投資顧問」に変更。安田投資顧問に営業譲渡して消滅。1998年5月に解散 | 1998年7月                        |
| 64       | 一吉投資顧問                                       | 一吉証券、1986年10月                                        | 2000年7月に社名を「いちよし投資顧問」に変更。2012年5月に「いちよしアセットマネジメント」に変更。2014年1月に現行法の下で投信委託業務を開始 |                                  |
| 65       | 伊豫銀投資顧問                                     | 伊予銀行、1986年10月                                        | 社名を「いよぎん投資顧問」に変更。1998年3月に解散 | 1998年4月                        |
| 66       | エイアイジー投資顧問                               | 1986年11月                                                  | 旧エーアイジー・オーバーシーズ・ファイナンス・ジャパン。1987年1月に社名を「エーアイジー投資顧問」に変更。1997年3月投信免許、「エイミック投信投資顧問」に変更。2001年7月に「エイアイジー投信投資顧問」に変更。2002年4月に千代田投資顧問と合併。2007年4月にAIGインベストメントマネジメント投資顧問（2004年2月一任認可）と合併。2008年4月に「AIGインベストメンツ」に変更。2009年12月に「パインブリッジ・インベストメンツ」に変更 |                                  |
| 67       | ガートモア国際投資顧問                             |                                                             | 1991年8月に解散 | 1990年9月一任分、1991年7月助言分 |
| 68       | キャピタル・インターナショナル                     | 1986年3月                                                   | 2006年2月投信認可 |                                  |
| 69       | 共同投資顧問                                       | 山口銀行、駿河銀行、大阪銀行、北國銀行、親和銀行、1986年4月 | 1999年3月に廃業・解散 | 1999年6月                        |
| 70       | クラインオートベンソン投資顧問                     |                                                             | 1997年11月に社名を「ドレスナーアール・シー・エム投資顧問」に変更。1998年7月に明生投資顧問と合併して消滅 | 1998年10月                       |
| 71       | ぐんぎん投資顧問                                   | 群馬銀行、1986年8月                                         | 2008年10月に解散 | 2001年3月                        |
| 72       | 興亜火災投資顧問                                   | 興亜火災海上、1986年10月                                    | 2000年4月から2002年3月まで、投資一任業務を休止。2002年5月に廃業 | 2002年6月                        |
| 73       | 光世投資顧問                                       | 光世証券、1986年6月                                         | | 1998年4月                        |
| 74       | 三信投資顧問                                       | 三井信託銀行、1986年9月                                     | 1999年7月に中信投資顧問と合併、社名を「中央三井アセットマネジメント」に変更。2000年3月投信認可。2012年4月に住信アセットマネジメント（旧・住信キャピタルマネジメント）と合併して消滅 |                                  |
| 75       | シェアソンリーマングローバルアセットマネージメント |                                                             | 1988年に社名を「シェアソンリーマンハットンアセットマネージメント」に変更。さらに「リーマンブラザーズアセットマネージメント」に変更。さらに「リーマン・ブラザーズ投資顧問」に変更。2000年9月に廃業、12月に解散 | 2000年12月                       |
| 76       | 十六投資顧問                                       | 十六銀行、1987年1月                                         | 1998年6月に廃業・解散 | 1998年8月                        |
| 77       | 常陽投資顧問                                       | 常陽銀行、1986年7月                                         | 2001年6月に廃業 | 2001年9月                        |
| 78       | 住信キャピタルマネジメント                         | 住友信託銀行、1986年11月                                    | 1990年10月に社名を「住信投資顧問」に変更。1999年3月投信認可、「住信アセットマネジメント」に変更。2012年4月に中央三井アセットマネジメント（旧・三信投資顧問）と合併、社名を「三井住友トラスト・アセットマネジメント」に変更 |                                  |
| 79       | 住友海上投資顧問                                   | 住友海上火災、1986年4月                                     | 1999年10月に社名を「住友海上アセットマネジメント」に変更。2000年1月投信認可。2001年10月に三井海上アセットマネジメント（旧・大正海上投資顧問）と合併して消滅 | 2001年12月                       |
| 80       | 西友投資顧問                                       | 西友、1986年7月                                             | 1998年7月に廃業、8月に解散 | 1998年8月                        |
| 81       | 第一投資顧問                                       | 1977年7月                                                   | 2014年7月に社名を「FPG投資顧問」に変更。2016年9月に「FA第一投資顧問」に変更 |                                  |
| 82       | 第四投資顧問                                       | 第四銀行、1986年10月                                        | 1999年3月に廃業・解散 | 1999年5月                        |
| 欠番     |                                                    |                                                             | |                                  |
| 84       | 大正海上投資顧問                                   | 大正海上火災、1986年4月                                     | 1991年に社名を「三井海上投資顧問」に変更。1999年3月投信認可、「三井海上アセットマネジメント」に変更。2001年10月に住友海上アセットマネジメント（旧・住友海上投資顧問）と合併、社名を「三井住友海上アセットマネジメント」に変更。2002年12月に三井生命グローバルアセットマネジメント（旧・三生投資顧問）と合併して消滅 | 2003年2月                        |
| 85       | 大同生命投資顧問                                   | 大同生命、1986年3月                                         | 1999年10月に太陽ライフガンマ投資顧問（旧・太陽生命投資顧問）と合併、社名を「ティ・アンド・ディ太陽大同投資顧問」に変更。2002年7月に大同ライフ投信（旧・第一投信、1997年12月に社名を「長期信用投信」に変更。1980年12月投信免許、2002年6月一任認可）と合併して消滅 | 2002年10月                       |
| 86       | 第百生命投資顧問                                   | 第百生命、1986年4月                                         | 2000年12月に廃業・解散 | 2001年3月                        |
| 87       | 太陽生命投資顧問                                   | 太陽生命、1986年8月                                         | 1997年4月にジャパン・ガンマ投資顧問（1990年11月一任認可）と合併、社名を「太陽ライフガンマ投資顧問」に変更。1999年10月に大同生命投資顧問と合併して消滅 | 1999年12月                       |
| 88       | 立花投資顧問                                       | 立花証券、1987年2月                                         | 1998年12月に廃業・認可抹消、1999年2月に解散 | 1999年2月                        |
| 89       | ちばぎん投資顧問                                   | 千葉銀行、1986年3月                                         | 旧・千葉銀投資顧問。1986年7月に社名を「ちばぎん投資顧問」に変更。2000年7月に「ちばぎんアセットマネジメント」に変更。2015年1月に現行法の下で投信委託業務を開始 |                                  |
| 90       | 中信投資顧問                                       | 中央信託銀行、1986年7月                                     | 1999年7月に三信投資顧問と合併して消滅 | 1999年9月                        |
| 91       | ティーシーアイエム投資顧問                         | 1981年12月                                                  | 1997年6月までに認可抹消 | 1995年8月一任分                  |
| 92       | トーキョウ・アソーシエイテッド・キャピタル         | 1976年5月                                                   | 2000年9月に業務停止命令、11月に廃業・登録取消 | 2001年1月                        |
| 93       | 道銀投資顧問                                       | 北海道銀行、1986年5月                                       | 1999年3月に廃業、4月に認可抹消 | 1999年5月                        |
| 94       | 東邦投資顧問                                       | 東邦生命、1986年5月                                         | 1998年3月に社名を「ジー・イー投資顧問」に変更。1999年2月投信認可、社名を「ジー・イー投信投資顧問」に変更。6月に「ジーイー・アセットマネジメント」に変更。2004年6月に投信委託業務を廃止。廃業して2006年11月に認可抹消 | 2006年12月                       |
| 95       | 東洋インターナショナル投資顧問                     | 東洋証券、1986年7月                                         | 1995年10月に東洋投信（1991年11月投信免許、1995年10月一任認可）と合併して消滅 | 1995年12月                       |
| 96       | 東洋投資顧問                                       | 東洋信託銀行、1986年6月                                     | 1998年12月に社名を「東洋信アセットマネジメント」に変更。1999年2月投信認可。2001年4月に投信委託業務をパートナーズ投信（旧・山一証券投資信託委託、1960年2月投信免許、1995年10月一任認可）に譲渡した後、三和アセットマネジメント（旧・三和投信、1993年10月投信免許、1997年11月一任認可）と合併して消滅 | 2001年7月                        |
| 97       | ナショナル投資顧問                                 | ナショナル証券、1986年5月                                   | 1987年12月に社名を「ナショナル・アンド・フォーリン投資顧問」に変更。さらに「ナショナル投資顧問」に変更。1999年4月に廃業、5月に認可抹消、12月に解散 | 1999年6月                        |
| 98       | 南都投資顧問                                       | 南都銀行、1986年11月                                        | 2021年5月に廃業、6月に解散 |                                  |
| 99       | 西銀投資顧問                                       | 西日本銀行、1986年8月                                       | 1999年4月に廃業・認可抹消 | 1999年5月                        |
| 100      | 日債銀投資顧問                                     | 日本債券信用銀行、1986年8月                                 | 2000年11月投信認可。2001年1月に社名を「あおぞらアセットマネジメント」に変更。2002年5月にソフトバンク・アセット・マネジメント（助言）と合併、「エスビーアイ・アセット・マネジメント」に変更。2005年7月に「SBIアセットマネジメント」に変更 |                                  |
| 101      | 日信投資顧問                                       | 日本信託銀行、1986年10月                                    | 1995年6月解散 | 1995年8月                        |
| 102      | 日本火災投資顧問                                   | 日本火災海上、1986年2月                                     | 2002年3月に解散 | 1998年6月一任分、2002年6月助言分 |
| 欠番     |                                                    |                                                             | |                                  |
| 104      | 八十二投資顧問                                     | 八十二銀行、1986年5月                                       | 2009年6月に解散 |                                  |
| 105      | 浜銀投資顧問                                       | 横浜銀行、1986年10月                                        | 1999年8月に解散 | 1999年9月                        |
| 106      | 百五投資顧問                                       | 百五銀行、1986年10月                                        | 1998年3月に解散 | 1998年5月                        |
| 107      | 百十四投資顧問                                     | 百十四銀行、1986年11月                                      | 1998年3月に解散 | 1998年5月                        |
| 108      | 兵銀投資顧問                                       | 兵庫相互銀行、1986年10月                                    | 1997年6月に解散 | 1997年5月                        |
| 109      | ひろぎん投資顧問                                   | 広島銀行、1986年10月                                        | 1995年10月に解散 | 1995年10月                       |
| 110      | 福銀投資顧問                                       | 福岡銀行、1986年7月                                         | 2002年4月に廃業、3月に解散 | 2002年6月                        |
| 111      | 福相銀投資顧問                                     | 福岡相互銀行、1986年8月                                     | 社名を「シティ投資顧問」に変更。1998年11月に廃業、12月に認可抹消 | 1999年2月                        |
| 112      | 富国生命投資顧問                                   | 富国生命、1986年7月                                         | |                                  |
| 113      | 北銀投資顧問                                       | 北陸銀行、1986年10月                                        | 2002年6月に廃業。北陸キャピタルと合併して消滅 | 2002年8月                        |
| 114      | 丸三投資顧問                                       | 丸三証券、1987年1月                                         | 1999年3月に解散 | 1998年8月                        |
| 115      | 丸万投資顧問                                       | 東海丸万証券、1986年8月                                     | 1996年4月に社名を「東海丸万投資顧問」に変更。さらに「東海東京投資顧問」に変更。2011年1月に東海東京ファイナンス＆リアルエステートと合併して消滅。存続会社は社名を「東海東京アセットマネジメント」に変更 |                                  |
| 116      | 水戸投資顧問                                       | 水戸証券、1987年2月                                         | 1995年5月に解散 | 1995年6月                        |
| 117      | 明光投資顧問                                       | 明光証券、1986年6月                                         | 1999年2月に解散 | 1996年6月一任分、1999年5月助言分 |
| 118      | モルガン・スタンレー投資顧問                       | 1987年2月                                                   | 1995年9月投信免許、社名を「モルガン・スタンレー・アセット・マネジメント投信」に変更。2012年4月に「モルガン・スタンレー・インベストメント・マネジメント」に変更 |                                  |
| 119      | 安田火災投資顧問                                   | 安田火災海上、1986年2月                                     | 1991年6月にブリンソン・パートナーズ投資顧問（旧ファースト・シカゴ投資顧問、1989年1月一任認可）と合併、社名を「安田火災ブリンソン投資顧問」に変更。1998年1月に「安田火災グローバル・アセット・マネジメント」に変更。3月投信免許、「安田火災グローバル投信投資顧問」に変更。2002年7月に「損保ジャパン・アセットマネジメント」に変更。2010年10月にゼスト・アセットマネジメント（旧・日商岩井投資顧問、1999年2月一任認可）と合併、「損保ジャパン日本興亜アセットマネジメント」に変更。2020年4月に「SOMPOアセットマネジメント」に変更 |                                  |
| 120      | ユーロ・ジャパン・コーポレーション                 | 1978年11月                                                  | 2020年12月に廃業・解散 |                                  |
| 121      | 菱信投資顧問                                       | 三菱信託銀行、1986年5月                                     | 1998年9月に廃業、菱信保証と合併して消滅 | 1998年10月                       |

### その後の大蔵大臣認可
| 認可年月   | 認可番号 | 会社名                                                                     | 母体企業、 設立年月            | その後の異動 | 廃業時の営業保証金取戻し公告        |
| ---------- | -------- | -------------------------------------------------------------------------- | ------------------------------ | --- | ----------------------------------- |
| 1988年6月  | 122      | 池銀投資顧問                                                               | 池田銀行、1987年4月            | 2011年3月に社名を「池田泉州投資顧問」に変更 |                                     |
| 1988年6月  | 123      | クレディ・スイス投資顧問                                                   |                                | 1997年3月にクレディ・スイス投信（1993年9月投信免許、1997年3月一任認可）と合併して消滅 | 1997年7月                           |
| 1988年6月  | 124      | ザ・パトナム・アドバイザリー・カンパニー・インク                           | 外国会社の本邦支店             | 2001年4月協会退会（合併のため） | 2001年5月                           |
| 1988年6月  | 125      | 静銀投資顧問                                                               | 静岡銀行、1987年4月            | 2000年3月に解散 | 2000年5月                           |
| 1988年6月  | 126      | 十字屋投資顧問                                                             | 十字屋証券、1986年12月         | 1997年6月までに認可抹消 | 1996年6月                           |
| 1988年6月  | 127      | 商中投資顧問                                                               | 商工中央金庫                   | 2002年10月に廃業、2002年9月に解散 | 2002年12月                          |
| 1988年6月  | 128      | スミスバーニー投資顧問（旧）                                               |                                | 1994年3月解散 | 1993年6～7月一任分、1994年3月助言分 |
| 1988年6月  | 129      | ドイツ銀投資顧問                                                           | 1986年11月                     | 1990年6月にモルガングレンフェルアセットマネジメント（旧モルガングレンフェルインターナショナルアセットマネジメント、1987年6月一任認可）と合併して消滅 | 1990年9月一任分、1990年10月助言分   |
| 1988年6月  | 130      | ビーオーティー・トウッシュ・レムナント・アセット・マネジメント・リミテッド | 外国会社の本邦支店             | 1990年6月までに「法人なり」して消滅、社名を「ビーオーティー・アセットマネジメント（ユー・ケー）リミテッド」に変更。日本法人（東銀投資顧問）は1989年12月一任認可 | 1990年3月一任分                     |
| 1988年6月  | 131      | ヘンダーソン・インターナショナル・ジャパン                                 |                                | 社名を「ヘンダーソン・インベスターズ・ジャパン」に変更。さらに「ヘンダーソン・グローバル・インベスターズ」に変更。2011年5月に廃業、8月に解散 |                                     |
| 1988年6月  | 132      | ラザード・ジャパン・アセット・マネージメント                               |                                | |                                     |
| 1988年6月  | 133      | ローゼンバーグ・アセット・マネジメント                                     |                                | 1996年に社名を「ローゼンバーグ・ノムラ・アセット・マネジメント」に変更。1999年に「アクサ・ローゼンバーグ・インベストメント・マネジメント」に変更。2003年2月投信認可。2002～2003年に本邦支店（1990年11月一任認可）の営業を承継。2006年5月に証券業登録、「アクサ・ローゼンバーグ証券投信投資顧問」に変更。2011年6月に「アクサ・インベストメント・マネージャーズ」に変更 |                                     |
| 1989年1月  | 134      | インドスエズ・アセット・マネージメント・ジャパン                           |                                | 1990年7月に社名を「インドスエズ・ガートモア・アセット・マネージメント・ジャパン」に変更。1994年9月に「インドスエズ・ガートモア投資顧問」に変更。1995年10月に「インドスエズ投資顧問」に変更。1997年9月に「インドカム投資顧問」に変更。1998年11月投信免許、「インドカム・アセット・マネージメント投信」に変更。2001年4月に「クレディ・アグリコルアセットマネジメント」に変更。2004年4月にクレディ・リヨネ・アセットマネジメント投信（1992年3月一任認可）の営業を承継。2010年7月にソシエテジェネラルアセットマネジメント（旧・山一投資顧問、1987年6月一任認可）と合併して消滅                                                                                                |                                     |
| 1989年1月  | 135      | スイス銀投資顧問                                                           |                                | 1997年6月までに認可抹消 | 1995年8月一任分、1998年7月助言分    |
| 1989年1月  | 136      | スカダー・スティーブンス・アンド・クラーク・ジャパン                       |                                | 1998年6月投信免許、社名を「スカダー・インベストメンツ投信」に変更。2001年9月までに「チューリッヒ・スカダー投資顧問」に変更。2002年5月にドイチェ・アセット・マネジメント（旧モルガングレンフェルインターナショナルアセットマネジメント、1987年6月一任認可）と合併して消滅 | 2002年8月                           |
| 1989年1月  | 137      | バークレイズ・デズート・ウェッド投資顧問                                   | 1988年3月                      | 1994年11月に社名を「ビーゼットダブリュー投資顧問」に変更。1998年3月投信免許、「バークレイズ投信」に変更。2001年6月に「バークレイズ・グローバル・インベスターズ投信」に変更。2004年4月にバークレイズ・グローバル・インベスターズ（旧ウエルズファーゴ日興投資顧問、1993年3月一任認可）と合併、「バークレイズ・グローバル・インベスターズ」に変更。2007年9月に証券業登録、「バークレイズ・グローバル・インベスターズ証券投信投資顧問」に変更。同月さらに「バークレイズ・グローバル・インベスターズ」に変更。2009年12月にブラックロック・ジャパン（旧メリルリンチ投資顧問、1986年6月一任認可）と合併、「ブラックロック・ジャパン」に変更。2011年4月にブラックロック証券と合併 |                                     |
| 1989年1月  | 138      | ファースト・シカゴ投資顧問                                                 |                                | 社名を「ブリンソン・パートナーズ投資顧問」に変更。1991年6月に安田火災投資顧問（1987年9月一任認可）と合併して消滅 | 1991年8月                           |
| 1989年1月  | 139      | マニュファクチュラース・ハノバー投資顧問                                   |                                | 1992年12月に解散 | 1992年12月                          |
| 1989年12月 | 140      | 共立投資顧問                                                               | 大垣共立銀行、1987年7月        | 1999年7月に解散 | 1999年9月                           |
| 1989年12月 | 141      | シグナ・インターナショナル・インベストメント・アドバイザーズ               |                                | 外国会社の本邦支店として1987年6月に認可を受けていたものが「法人なり」。2004年7月に社名を「AIJ投資顧問」に変更。2012年2月に業務停止命令、3月に登録取消 |                                     |
| 1989年12月 | 142      | 中銀投資顧問                                                               | 1987年11月、中国銀行           | 2002年6月に社名を「中銀アセットマネジメント」に変更。2011年12月に現行法の下で投信委託業務を開始 |                                     |
| 1989年12月 | 143      | 東銀投資顧問                                                               | 東京銀行                       | 外国会社の本邦支店として1988年6月に認可を受けていたものが「法人なり」。1996年7月にダイヤモンド投資顧問（1987年6月一任認可）と合併して消滅 | 1996年10月                          |
| 1989年12月 | 144      | 日動火災投資顧問                                                           | 日動火災海上、1988年3月        | 廃業して2004年4月に認可抹消、2004年3月に解散 | 2004年5月                           |
| 1989年12月 | 145      | プルデンシャル投資顧問                                                     | 1988年12月                     | 2000年4月に社名を「プルデンシャル・アセット・マネジメント・ジャパン」に変更。2002年12月にプルデンシャル・インベストメント・マネジメント・ジャパン・インク（2002年11月一任・投信認可）へ営業譲渡。2003年2月に廃業 | 2003年3月                           |
| 1989年12月 | 146      | ろうきん投資顧問                                                           | 労働金庫連合会、1987年5月      | 2002年5月に社名を「ろうきんアセットマネジメント」に変更。12月投信認可。2008年6月に解散 |                                     |
| 1990年2月  | 147      | 紀陽銀投資顧問                                                             | 紀陽銀行、1988年4月            | 1999年1月に廃業・認可抹消、3月に解散 | 1999年2月                           |
| 1990年2月  | 148      | 同和火災投資顧問                                                           | 同和火災海上、1987年4月        | 2000年3月に解散 | 2000年7月                           |
| 1990年2月  | 149      | 日団生命投資顧問                                                           | 日本団体生命、1988年2月        | 1996年6月に解散 | 1996年9月                           |
| 1990年11月 | 150      | 阿波銀投資顧問                                                             | 阿波銀行                       | 1999年1月に廃業・認可抹消・解散 | 1999年2月                           |
| 1990年11月 | 151      | エクイタブル・キャピタル・マネジメント・ジャパン                           |                                | アライアンス・キャピタル・マネジメント・ジャパン・インク（1987年6月一任認可）に営業譲渡、1993年8月に解散 | 1993年9月                           |
| 1990年11月 | 152      | 幸福投資顧問                                                               |                                | 1997年6月に解散 | 1997年6月                           |
| 1990年11月 | 153      | コスモバンカーズ投資顧問                                                   | コスモ信用組合、1989年12月     | 社名を「プライオール投資顧問」に変更。2012年4月に協会除名（会費未納）。2013年5月に廃業 |                                     |
| 1990年11月 | 154      | しがぎん投資顧問                                                           |                                | 1997年3月に解散 | 1997年6月                           |
| 1990年11月 | 155      | ジャパン・ガンマ投資顧問                                                   |                                | 1997年4月に太陽生命投資顧問（1987年9月一任認可）と合併して消滅 | 1997年6月                           |
| 1990年11月 | 156      | 大七投資顧問                                                               | 大七証券、1989年8月            | 1993年1月に業務停止命令、2月に解散 | 1993年3月                           |
| 1990年11月 | 157      | 東生投資顧問                                                               | 東京生命、1989年4月            | 1995年6月に解散 | 1995年8月                           |
| 1990年11月 | 158      | ハンブローズ投資顧問                                                       |                                | 1995年4月に解散 | 1995年6月                           |
| 1990年11月 | 159      | メリディアン・グローバル・ファンド・マネジメント・ジャパン・リミテッド     | 外国会社の本邦法人             | 社名を「ナショナル・ミューチュアル・ファンド・マネジメント・ジャパン・リミテッド」に変更。さらに「アクサ・インベストメント・マネージャーズ東京リミテッド」に変更。2003年3月に日本法人（1988年6月一任認可）へ営業譲渡。廃業して2003年4月に認可抹消 | 2003年4月                           |
| 1992年3月  | 160      | エトナ・ジャパン投資顧問                                                   |                                | 旧エトナ・フェデレーテッド投資顧問。1994年7月に解散 | 1994年3月一任分、1994年4月助言分    |
| 1992年3月  | 161      | クレディ・リヨネ投資顧問                                                   |                                | 1998年3月投信免許、社名を「クレディ・リヨネ・アセット・マネジメント投信」に変更。2004年4月にクレディ・アグリコルアセットマネジメント（旧インドスエズ・アセット・マネージメント・ジャパン、1989年1月一任認可）への営業譲渡により消滅 | 2004年6月                           |
| 1992年3月  | 162      | ゴールドマン・サックス・アセット・マネージメント・ジャパン・リミテッド     | 外国会社の本邦支店             | 2002年4月に日本法人（ゴールドマン・サックス投信、1996年2月投信免許、2002年3月一任認可）へ営業譲渡、5月に廃業、社名を「ゴールドマン・サックス資産管理ジャパン・リミテッド」に変更 | 2002年6月                           |
| 1992年3月  | 163      | 全信連投資顧問                                                             | 全国信用金庫連合会、1990年12月 | 1998年12月投信認可、社名を「しんきんアセットマネジメント投信」に変更 |                                     |
| 1992年3月  | 164      | 千代田火災投資顧問                                                         | 千代田火災海上、1990年2月      | 1999年9月に社名を「千代田火災アセットマネジメント」に変更。1999年12月投信認可。2000年6月に「トヨタアセットマネジメント」に変更。2013年4月に三井住友アセットマネジメント（旧・三生投資顧問、1987年6月一任認可）と合併して消滅 |                                     |
| 1992年3月  | 165      | フォーエス投資顧問                                                         |                                | 1997年12月に社名を「タワー投資顧問」に変更。2013年11月にタワー証券と合併 |                                     |
| 1992年5月  | 166      | ぎふしん投資顧問                                                           | 岐阜信用金庫、1989年6月        | 廃業して2004年4月に認可抹消、2004年3月に解散 | 2004年5月                           |
| 1992年5月  | 167      | きんき投資顧問                                                             |                                | 1997年2月に解散 | 1996年11月                          |
| 1992年5月  | 168      | 日産火災投資顧問                                                           | 日産火災海上、1988年11月       | 2001年6月に廃業、8月に解散 | 2001年9月                           |
| 1992年5月  | 169      | フクトク投資顧問                                                           | 福徳相互銀行、1987年11月       | 1995年12月に解散 | 1995年8月                           |
| 1993年3月  | 170      | ウエルズ・ファーゴ日興投資顧問                                             | 1992年7月                      | 1996年1月に社名を「BZW日興グローバル・インベスターズ」に変更。1997年1月に「バークレイズ日興グローバル・インベスターズ」に変更。さらに「バークレイズ・グローバル・インベスターズ」に変更。2004年4月にバークレイズ・グローバル・インベスターズ投信（旧バークレイズ・デズート・ウェッド投資顧問、1989年1月一任認可）と合併して消滅 | 2004年5月                           |
| 1994年5月  | 171      | コメルツ・インターナショナル投資顧問                                       |                                | 1997年12月投信免許、社名を「コメルツ投信投資顧問」に変更。2007年11月に「フォルティス・アセットマネジメント」に変更。2008年8月にエービーエム・アムロ証券投資顧問（エービーエヌ・アムロ・アセット・マネジメント投信、1998年11月一任認可）と合併。2010年7月にビー・エヌ・ピー・パリバアセットマネジメント（旧ビー・エヌ・ピー投信、1998年11月投信免許、2000年6月一任認可）と合併して消滅 |                                     |
| 1994年12月 | 172      | ビー・ティー投資顧問                                                       |                                | 1996年11月投信免許、社名を「バンカース・トラスト投信投資顧問」に変更。1999年8月にドイチェ・モルガン・グレンフェル投信投資顧問（旧モルガングレンフェルインターナショナルアセットマネジメント、1987年6月一任認可）と合併して消滅 | 1999年9月                           |
| 1995年9月  | 173      | 大和証券投資信託委託                                                       | 大和証券                       | 1960年2月投信免許。2020年4月に社名を「大和アセットマネジメント」に変更 |                                     |
| 1995年9月  | 174      | 野村証券投資信託委託                                                       | 野村証券、1959年12月           | 1960年2月投信免許。1997年10月に野村投資顧問（1987年6月一任認可）と合併、社名を「野村アセット・マネジメント投信」に変更。2000年11月に「野村アセットマネジメント」に変更 |                                     |
| 1995年10月 | 175      | 東洋投信                                                                   | 東洋証券                       | 1991年11月投信免許。1995年10月に東洋インターナショナル投資顧問（1987年9月一任認可）と合併。1999年3月に社名を「メイプル・アセットマネジメント投信」に変更。1999年12月にスミセイグローバル投信（旧・太平洋投信、1989年11月投信免許、1996年8月一任認可）と合併して消滅 | 2000年2月                           |
| 1995年10月 | 176      | 日興証券投資信託委託                                                       | 日興証券                       | 1960年2月投信免許。1999年4月に日興国際投資顧問（1987年6月一任認可）と合併、社名を「日興アセットマネジメント」に変更 |                                     |
| 1995年10月 | 177      | 山一証券投資信託委託                                                       | 山一証券                       | 1960年2月投信免許。1998年5月に社名を「パートナーズ投信」に変更。同年7月に三和投信投資顧問（旧・三和投信、1993年10月投信免許、1997年11月一任認可）の投信委託業務を承継。2000年1月にユニバーサル投信（1988年11月投信免許）と合併。2001年4月に東海投信投資顧問（旧セントラル投信、1994年9月投信免許、1997年9月一任認可）と東洋信アセットマネジメント（旧・東洋投資顧問、1987年9月一任認可）の2社の投信委託業務を承継、社名を「ユーエフジェイパートナーズ投信」に変更。2005年10月に三菱投信（旧・ダイヤモンド投資顧問、1987年6月一任認可）と合併して消滅 | 2005年11月                          |
| 1995年10月 | 178      | ガートモア投資顧問                                                         |                                | 1997年6月までにナットウエスト投資顧問（旧カウンティ・ナットウエスト投資顧問、1987年6月一任認可）と合併して消滅 | 1997年2月                           |
| 1995年10月 | 179      | ジャーディンフレミング投信                                                 |                                | 1990年10月投信免許。1995年11月にジャーディン・フレミング投資顧問（1987年6月一任認可）と合併、社名を「ジャーディンフレミング投信・投資顧問」に変更。2001年9月に「ジェー・ピー・モルガン・フレミング・アセット・マネジメント・ジャパン」に変更。2006年3月に「JPモルガン・アセット・マネジメント」に変更 |                                     |
| 1995年10月 | 180      | 富士投信                                                                   | 富士銀行、1993年9月            | 1993年10月投信免許。1995年10月に富士銀投資顧問（1987年6月一任認可）と合併、社名を「富士投信投資顧問」に変更。2007年7月に第一勧業アセットマネジメント（旧・朝日投信委託、前身の会社は1961年6月投信免許、1997年9月一任認可）と合併して消滅 | 2007年9月                           |
| 1995年12月 | 181      | ジェー・ピー・モルガン・インベストメント・マネージメント・インク           | 外国会社の本邦支店             | 2006年5月廃業・認可抹消 | 2006年7月                           |
| 1996年4月  | 182      | 東京投信                                                                   | 東京証券                       | 1987年11月投信免許。1996年4月に東京投資顧問（1987年6月一任認可）と合併。1998年7月に社名を「あさひ東京投信」に変更。1999年4月にあさひ投資顧問（旧サイギン投資顧問、1987年6月一任認可）と合併。2002年10月に「りそなアセットマネジメント」に変更。2004年4月に投資一任業務を廃止、8月にエスジー山一アセットマネジメント（旧・山一投資顧問、1987年6月一任認可）と合併して消滅 | 2004年5月一任分                     |
| 1996年7月  | 183      | インベスコ投信                                                             | 1990年11月                     | 旧エムアイエム投信。1990年11月投信免許。1991年6月に社名を「インベスコ・エムエイアム投信」に変更、1993年8月に「インベスコ投信」に変更1996年7月にインベスコ投資顧問（旧ウォーバーグ投資顧問、1987年6月一任認可）と合併、「インベスコ投信投資顧問」に変更。1998年9月にエル・ジー・ティー投信・投資顧問（旧ジー・ティー・マネジメント・ジャパン、1987年6月一任認可）と合併。2014年4月に「インベスコ・アセット・マネジメント」に変更 |                                     |
| 1996年8月  | 184      | 国際投信委託                                                               | 国際証券                       | 1983年3月投信免許。1997年7月に国際投資顧問（1987年6月一任認可）と合併、社名を「国際投信投資顧問」に変更。2015年7月に三菱UFJ投信（旧ダイヤモンド投資顧問、1987年6月一任認可）と合併して消滅 |                                     |
| 1996年8月  | 185      | ユー・ビー・エス投資顧問                                                   | 1996年4月                      | 1998年5月投信免許、社名を「ユー・ビー・エス投信投資顧問」に変更。2000年8月にユービーエス・ブリンソン投資顧問（旧・長銀投資顧問、1987年6月一任認可）と合併、社名を「ユービーエス・アセット・マネジメント」に変更。2002年4月に「ユービーエス・グローバル・アセット・マネジメント」に変更。2015年12月に「UBSアセット・マネジメント」に変更 |                                     |
| 1996年8月  | 186      | 太平洋投信                                                                 | 太平洋証券                     | 1989年11月投信免許。1996年8月に太平洋投資顧問（1987年6月一任認可）と合併。1999年3月に社名を「スミセイグローバル投信」に変更。1999年12月にメイプル・アセットマネジメント投信（旧・東洋投信、1991年11月投信免許、1995年10月一任認可）と合併。2002年12月に三井生命グローバルアセットマネジメント（旧・三生投資顧問、1987年6月一任認可と合併して消滅 | 2003年2月                           |
| 1996年9月  | 187      | 農中投信                                                                   | 1993年9月、農林中央金庫        | 1993年9月投信免許。1996年9月にエヌケイユー投資顧問（1987年6月一任認可）と合併、社名を「農中投信投資顧問」に変更。2000年10月に「農林中金全共連アセットマネジメント」に変更 |                                     |
| 1996年9月  | 188      | ユナイテッド・アセット・マネージメント・ジャパン・インク                   | 外国会社の本邦支店             | 社名を「ユーエイエム・ジャパン・インク」に変更。日本法人（ユナイテッド投信、1999年10月投信認可、2005年10月一任認可）への営業譲渡により2006年3月に消滅 | 2006年3月                           |
| 1996年11月 | 189      | フィッシャー・フランシス・トリーズ・アンド・ワッツ                         |                                | 2008年12月に廃業・解散（ビー・エヌ・ピー・パリバアセットマネジメントが一部営業を承継） |                                     |
| 1996年12月 | 190      | 新和光投信委託                                                             | 和光証券、1961年6月            | 旧・大井証券投資信託委託。1961年6月投信免許。1969年10月に社名を「新和光投信委託」に変更。2000年4月に太陽投信委託（旧・大商投信委託、1961年6月投信免許、1968年5月社名変更）と合併、「新光投信」に変更。2016年10月にDIAMアセットマネジメント（旧・第一生命投資顧問、1987年6月一任認可）と合併して消滅 |                                     |
| 1997年2月  | 191      | スパークス投資顧問                                                         | 1988年6月                      | 2000年3月投信認可、社名を「スパークス・アセット・マネジメント投信」に変更。2006年10月に会社分割により持株会社「スパークス・グループ」に移行、分割準備会社（2006年8月一任・投信認可）に営業譲渡。2006年10～11月に廃業して認可抹消 | 2006年12月                          |
| 1997年3月  | 192      | シュローダー投信                                                           | 1991年11月                     | 1992年1月投信免許。1997年3月にシュローダー・インベストメント・マネージメント（1987年6月一任認可）と合併、社名を「シュローダー投信投資顧問」に変更。2007年4月に証券業登録、「シュローダー証券投信投資顧問」に変更。2012年6月に「シュローダー・インベストメント・マネジメント」に変更 |                                     |
| 1997年3月  | 193      | クレディ・スイス投信                                                       | 1993年9月                      | 1993年9月投信免許。1997年3月にクレディ・スイス投資顧問（1988年6月一任認可）と合併、社名を「クレディ・スイス投信投資顧問」に変更。1998年11月に「クレディ・スイス投信」に変更。2002年2月にウォーバーグ・ピンカス・アセット・マネジメント投信（1998年11月一任・投信認可）と合併。2009年7月に「アバディーン投信投資顧問」に変更。2017年12月にスタンダード・ライフ・インベストメンツ・ジャパン（助言）と合併、「アバディーン・スタンダード・インベストメンツ」に変更。2019年6月に第一種金融商品取引業登録。2021年9月に「アバディーン・ジャパン」に変更。2022年3月に第一種金融商品取引業を廃止                                                                                  |                                     |
| 1997年9月  | 194      | ロングターム・キャピタル・マネージメント・ジャパン・リミテッド             | 外国会社の本邦支店             | | 1999年12月                          |
| 1997年9月  | 195      | 三洋投信委託                                                               | 三洋証券、1961年6月            | 旧・江口証券投資信託委託。1961年6月投信免許。1971年10月に社名を「フジ投信委託」に変更。1983年6月に「三洋投信委託」に変更。1998年10月にクレアモントキャピタルホールディング（旧ロスチャイルド・キャピタル・ホールディング）が買収。2002年4月にCSKが買収。2003年1月に「プラザアセットマネジメント」に変更。2012年4月に旗艦ファンド「コロンブスオープン」を償還。2019年6月に廃業 |                                     |
| 1997年9月  | 196      | 朝日投信委託                                                               |                                | 前身の会社は1961年6月投信免許。1997年10月に第一勧業投資顧問、勧角投資顧問の2社（いずれも1987年6月一任認可）と合併、社名を「第一勧業朝日投信投資顧問」に変更。1999年7月に「第一勧業アセットマネジメント」に変更。2001年1月にディーケービー投信（旧・第一勧業ジェーピーモルガン投信、1999年4月投信認可）と合併。2007年7月に富士投信投資顧問（旧・富士投信、1993年10月投信免許、1995年10月一任認可）と合併、「みずほ投信投資顧問」に変更。2016年10月にDIAMアセットマネジメント（旧・第一生命投資顧問、1987年6月一任認可）と合併して消滅 |                                     |
| 1997年9月  | 197      | セントラル投信                                                             |                                | 1994年9月投信免許。1997年10月にセントラル投資顧問（1987年6月一任認可）と合併、社名を「東海投信投資顧問」に変更。2001年4月に投信委託業務をパートナーズ投信（旧・山一証券投資信託委託、1960年2月投信免許、1995年10月一任認可）に譲渡した後、三和アセットマネジメント（旧・三和投信、1993年10月投信免許、1997年11月一任認可）と合併して消滅 | 2001年7月                           |
| 1997年9月  | 198      | さくら投信                                                                 |                                | 1993年10月投信免許。1997年10月にさくら投資顧問（旧・太陽神戸三井投資顧問、1987年6月一任認可）と合併、社名を「さくら投信投資顧問」に変更。2002年12月に三井生命グローバルアセットマネジメント（旧・三生投資顧問、1987年6月一任認可）と合併して消滅 | 2003年2月                           |
| 1997年12月 | 199      | 三和投信                                                                   | 1993年9月                      | 1993年10月投信免許。1997年12月に三和投資顧問（1987年6月一任認可）と合併、社名を「三和投信投資顧問」に変更。1998年7月に投信委託業務をパートナーズ投信に譲渡、社名を「三和アセットマネジメント」に変更。2000年10月投信認可。2001年4月に東海投信投資顧問と東洋信アセットマネジメントの2社と合併、社名を「ユーエフジェイアセットマネジメント」に変更。2005年10月に「MU投資顧問」に変更 |                                     |
| 1997年11月 | 200      | テンプルトン投資顧問                                                       | 1996年9月                      | 2000年9月投信認可、社名を「フランクリン・テンプルトン・インベストメンツ」に変更。2003年9月にフィデュシアリ・トラスト・インターナショナル投資顧問（旧・三洋投資顧問、1987年6月一任認可）と合併。2021年4月にレッグ・メイソン・アセット・マネジメント（旧・ソロモン投信委託、1998年6月投信免許、1999年6月一任認可）と合併して消滅 |                                     |
| 1997年12月 | 201      | スミスバーニー投資顧問（新）                                               |                                | 1999年10月にソロモン投信委託（1998年6月投信免許、1999年6月一任認可）と合併して消滅 | 1999年12月                          |
| 1998年3月  | 202      | ブラウン・ブラザーズ・ハリマン投資顧問                                     | 1997年2月                      | 2001年4月に証券業登録、社名を「ブラウン・ブラザーズ・ハリマン証券投資顧問」に変更。2007年3月に投資一任業務を廃止。同年10月に社名を「ブラウン・ブラザーズ・ハリマン証券」に変更 | 2007年4月                           |
| 1998年6月  | 203      | ニッセイ投信                                                               |                                | 1995年4月投信免許。1998年7月にニッセイ投資顧問と合併、社名を「ニッセイアセットマネジメント投信」に変更。2000年5月に「ニッセイアセットマネジメント」に変更 |                                     |

### 内閣総理大臣認可
| 認可年月   | 認可番号 | 会社名                                                                                   | 母体企業、設立年月 | その後の異動 | 廃業時の営業保証金取戻し公告 |
| ---------- | -------- | ---------------------------------------------------------------------------------------- | ------------------ | --- | ---------------------------- |
| 1998年8月  | 1        | アメリカン・エキスプレス・インターナショナル・ジャパン投資顧問                           |                    | 廃業して2003年12月に認可抹消・解散 | 2004年2月                    |
| 1998年9月  | 2        | ステート・ストリート投信投資顧問                                                         | 1998年2月          | 旧ステート・ストリート投資顧問。1998年9月投信免許（同時）。2008年7月に社名を「ステート・ストリート・グローバル・アドバイザーズ」に変更 |                              |
| 1998年9月  | 3        | ウエリントン・インターナショナル・マネージメント・カンパニー・ピーティーイー・リミテッド | 外国会社の本邦支店 | 2015年1月に社名を「ウェリントン・マネージメント・ジャパン・ピーティーイー・リミテッド」に変更 |                              |
|            | 欠番     |                                                                                          |                    | |                              |
| 1998年9月  | 5        | コスモ投信                                                                               | 1986年11月         | 1986年11月投信免許。1998年10月にディーアンドシーキャピタルマネージメントと合併、社名を「コスモ投信投資顧問」に変更。2000年2月に「明治ドレスナー投信」に変更。2000年7月に明治ドレスナー・アセットマネジメント（旧・明生投資顧問）と合併、「明治ドレスナー・アセットマネジメント」に変更。2009年4月に「MDAMアセットマネジメント」に変更。2010年10月に安田投信投資顧問（旧・安田ペインウェバー投信、2003年7月一任認可）と合併、「明治安田アセットマネジメント」に変更 |                              |
| 1998年11月 | 6        | エービーエヌ・アムロ・アセット・マネジメント投信                                         | 1997年10月         | 1999年5月投信認可。2002年7月に社名を「エービーエヌ・アムロ証券投資顧問」に変更。2002年10月に投信委託業務を廃止。2008年8月にフォルティス・アセットマネジメントに営業譲渡して廃業、9月に解散 |                              |
| 1998年11月 | 7        | ウォーバーグ・ピンカス・アセット・マネジメント投信                                       |                    | 1998年11月投信免許（同時）。2002年2月にクレディ・スイス投信と合併して消滅 | 2002年4月                    |
| 1998年11月 | 8        | コマーシャル・ユニオン投資顧問                                                           |                    | 社名を「モーリーファンドマネジメントジャパン」に変更。廃業して2003年5月に認可抹消・解散 | 2003年5月                    |
|            | 欠番     |                                                                                          |                    | |                              |

### 金融再生委員会認可
| 認可年月   | 認可番号 | 会社名                                                   | 母体企業、設立年月                      | その後の異動 | 廃業時の営業保証金取戻し公告     |
| ---------- | -------- | -------------------------------------------------------- | --------------------------------------- | --- | -------------------------------- |
| 1999年2月  | 1        | 日商岩井投資顧問                                         | 日商岩井、1997年11月                    | 2004年4月に社名を「双日投資顧問」に変更、2005年4月に「ゼスト・アセットマネジメント」に変更。2010年10月に損保ジャパン・アセットマネジメントと合併して消滅 |                                  |
| 1999年2月  | 2        | シーディーシー・アセット・マネジメント・ジャパン         | 1966年11月                              | 旧・富士アドバイザーズ、改めビー・ユー・イー投資顧問。1998年10月に社名を「シーディーシー・アセット・マネジメント・ジャパン」に変更。2001年1月に「シーディーシー・イクシス・アセット・マネジメント・ジャパン」に変更。2004年11月に「イクシス・アセット・マネジメント・ジャパン」に変更。2007年8月に「ナティクシス・アセット・マネジメント」に変更。2014年12月に現行法の下で投信委託業務（適格機関投資家等むけ）を開始。2017年11月に「ナティクシス・インベストメント・マネージャーズ」に変更                                        |                                  |
| 1999年2月  | 3        | マサチューセッツ・インベストメント・マネジメント         | 1998年5月                               | 1999年12月投信認可。2000年8月に社名を「エムエフエス・インベストメント・マネジメント」に変更。2011年6月に「MFSインベストメント・マネジメント」に変更 |                                  |
|            | 欠番     |                                                          |                                         | |                                  |
| 1999年3月  | 5        | ピムコ・グローバル・アドバイザーズ・ジャパン・リミテッド | 外国会社の本邦支店                      | 1999年11月に社名を「ピムコジャパンリミテッド」に変更。2000年5月投信認可 |                                  |
| 1999年3月  | 6        | ひまわり投資顧問                                         | 1996年2月                               | 廃業して2003年6月に認可抹消。2004年3月に解散 | 2003年8月一任分、2004年5月助言分 |
| 1999年4月  | 7        | アイルランド銀投資顧問                                   | 1999年1月                               | 2008年12月に廃業・解散 |                                  |
| 1999年5月  | 8        | さわかみ投信                                             | 1996年7月                               | 1999年5月投信認可（同時） |                                  |
|            | 欠番     |                                                          |                                         | |                                  |
| 1999年6月  | 10       | ソロモン投信委託                                         | 1998年4月                               | 1998年6月投信免許。1999年10月にスミスバーニー投資顧問（1997年12月一任認可）と合併、社名を「エスエスビーシティ・アセット・マネジメント」に変更。2001年4月に「シティグループ・アセット・マネジメント」に変更。2006年1月に「レッグ・メイソン・アセット・マネジメント」に変更。2021年4月にフランクリン・テンプルトン・インベストメンツ（旧・テンプルトン投資顧問。1997年11月一任認可）と合併、「フランクリン・テンプルトン・ジャパン」に変更                                                                                          |                                  |
| 1999年6月  | 11       | プルデンシャル・ポートフォリオ・マネジャーズ・リミテッド | 1968年8月                               | | 2000年9月                        |
| 1999年6月  | 12       | クレイ・フィンレイ・インク                               | 外国会社の本邦支店                      | | 2007年9月                        |
|            | 欠番     |                                                          |                                         | |                                  |
| 1999年6月  | 14       | 三菱商事証券                                             | 1999年2月                               | 2011年3月までに社名を「三菱商事アセットマネジメント」に変更。2012年2月にアラディン・キャピタル投資顧問（2004年2月一任認可）と合併。2020年6月に「三菱UFJオルタナティブインベストメンツ」に変更 |                                  |
| 1999年6月  | 15       | エー・アイ・ジー・インベストメント・マネジメント・インク | 外国会社の本邦支店                      | | 2000年5月                        |
| 1999年8月  | 16       | 野村ブラックロック・アセット・マネジメント               | 野村証券投資信託委託、1999年4月         | 2002年2月に社名を「ブラックロック・ジャパン」に変更。2006年10月にメリルリンチ・インベストメント・マネジャーズと合併して消滅。2006年11月認可抹消 | 2006年12月                       |
| 1999年10月 | 17       | ジャイク投資顧問                                         | 日本アジア投資、1991年7月               | 2006年1月に社名を「JAIC West LBアセット・マネジメント」に変更。2007年7月に「JAICアセット・マネジメント」に変更。2011年11月に「クレアシオン・キャピタル」に変更 |                                  |
| 1999年10月 | 18       | ネクスバンク・コム                                       | 1999年4月                               | | 2001年5月                        |
| 1999年10月 | 19       | 日本不動産投信                                           | 1999年7月                               | 2002年7月に社名を「インター・アセット・ジャパン・ファンド・マネージメント」に変更。2004年4月に「PBAアセットマネジメント」に変更。2011年7月に登録取消 |                                  |
| 1999年12月 | 20       | アールエス・アセット・マネジメント                       | 1998年1月                               | 2002年6月に現行法の下で投信委託業務を開始。2007年1月に社名を「ベイビュー・アセット・マネジメント」に変更 |                                  |
| 1999年12月 | 21       | ドレイファス・メロン・アセット・マネジメント・ジャパン   | 1998年11月                              | 2000年1月に社名を「メロン・アセットマネジメント・ジャパン」に変更。2000年5月投信認可。2001年10月に「メロン・グローバル・インベストメンツ・ジャパン」に変更。2007年11月に「BNYメロン・アセット・マネジメント・ジャパン」に変更。2020年4月に「BNYメロン・インベストメント・マネジメント・ジャパン」に変更 |                                  |
| 1999年12月 | 22       | アライアンス・キャピタル投信                             | 1996年10月                              | 1996年12月投信免許。1999年12月に本邦支店の営業を承継、2000年1月に社名を「アライアンス・キャピタル・アセット・マネジメント」に変更。2006年4月に「アライアンス・バーンスタイン」に変更 |                                  |
| 1999年12月 | 23       | ロンバー・オディエ・アセットマネジメント                 | 1999年5月                               | 社名を「ロンバー・オディエ・ダリエ・ヘンチ・ジャパン」に変更。2008年1月に信託業免許、「ロンバー・オディエ・ダリエ・ヘンチ信託」に変更。2012年7月に「ロンバー・オディエ信託」に変更 |                                  |
| 2000年1月  | 24       | 日立投資顧問                                             | 1999年8月                               | 2000年1月投信認可（同時） |                                  |
| 2000年1月  | 25       | フランク・ラッセル投信                                   | 1999年3月                               | 1999年3月投信認可。2002年7月に社名を「フランク・ラッセル」に変更。2006年2月に「ラッセル・インベストメント証券投信投資顧問」に変更。同年3月にラッセル・インベストメント証券と合併。2007年12月に「ラッセル・インベストメント」に変更 |                                  |
| 2000年5月  | 26       | エイチビーケー・ジャパン・リミテッド                     | 外国会社の本邦支店                      | 廃業して2005年3月に認可抹消 | 2005年4月一任分 2005年10月助言分 |
| 2000年5月  | 27       | シンプレクス・アセット・マネジメント                     | 1999年11月                              | 2001年4月投信認可 |                                  |
| 2000年5月  | 28       | ピーピーエム投信投資顧問                                 | 1999年12月                              | 2000年5月投信認可（同時）。2002年1月に社名を「ピーシーエー・アセット・マネジメント」に変更。2010年12月に「PCAアセット・マネジメント」に変更。2012年1月に「イーストスプリング・インベストメンツ」に変更 |                                  |
| 2000年6月  | 29       | クォンティス投資顧問                                     | ニチメン、1998年7月                     | インスパイアが買収し、2003年8月に社名を「プライマリー・アセットマネジメント」に変更。2005年7月に「ファンドクリエーション投資顧問」に変更。2005年10月投信認可、「ファンドクリエーション投信投資顧問」に変更。2009年4月に21世紀アセットマネジメントとの合併を中止。2010年4月に「ばんせい投信投資顧問」に変更。2016年12月に「TORANOTEC投信投資顧問」に変更 |                                  |
| 2000年6月  | 30       | ビー・エヌ・ピー投信                                     | 1998年11月                              | 1998年11月投信免許。2000年8月にパリバ投資顧問（1987年6月一任認可）と合併、社名を「ビー・エヌ・ピー・パリバアセットマネジメント」に変更。2010年7月にフォルティス・アセットマネジメントと合併、「BNPパリバインベストメント・パートナーズ」に変更。2017年12月に「BNPパリバ・アセットマネジメント」に変更 |                                  |
| 2000年6月  | 31       | チューダー・キャピタル・ジャパン・リミテッド             | 外国会社の本邦支店                      | 2002年7月にMBO（経営陣による企業買収）を実施し、社名を「あすかアセットマネジメントリミテッド」に変更。2009年11月に日本法人（2007年12月設立）に営業譲渡。日本法人は2021年2月にあけぼの投資顧問と合併、社名を「あいざわアセットマネジメント」に変更 |                                  |
| 2000年6月  | 32       | リバティー・フィナンシャル・アセット・マネジメント       | 1999年12月                              | 2002年5月に社名を「コロンビア・マネジメント・グループ・ジャパン」に変更。廃業して2004年2月に解散、2004年3月に認可抹消 | 2004年4月                        |
| 2000年9月  | 33       | ガートモア・エヌ・シー投信                               | 1996年2月                               | 1996年4月投信免許（当時の社名はエヌ・シー・ジー投信）。1999年6月に社名を「ガートモア・エヌ・シー投信」に変更。2000年9月にガートモア投資顧問と合併、「ガートモア・アセットマネジメント」に変更。2005年6月に「ガートモア証券投資顧問」に変更。2007年11月に「ガートモア・アセットマネジメント」に変更。2011年7月に「ヘンダーソン・ガートモア・ジャパン」に変更。2012年4月に「ヘンダーソン・グローバル・インベスターズ・ジャパン」に変更。2017年7月に本邦支店の営業を承継、「ジャナス・ヘンダーソン・インベスターズ・ジャパン」に変更 |                                  |
| 2000年10月 | 34       | アクシーズ投資顧問                                       | アクシーズ・ジャパン証券、1996年10月    | 2009年にアクシーズ・ジャパン証券（2010年11月廃業）と合併して消滅 |                                  |
| 2000年10月 | 35       | プライベート投資顧問                                     | プライベート証券マネジメント、2000年7月 | 2003年2月に解散。廃業して2003年4月に認可抹消 | 2003年4月                        |
| 2000年10月 | 36       | ファンネックス・アセット・マネジメント                   | 2000年1月                               | 2005年12月投信認可。廃業して2013年4月に協会退会 |                                  |
| 2000年11月 | 37       | 物産アセットマネジメント                                 | 三井物産、1956年4月                     | 2014年3月に廃業・解散 |                                  |
|            |          |                                                          |                                         | |                                  |

### 内閣総理大臣認可
| 認可年月   | 認可番号 | 会社名                                                             | 母体企業、設立年月                     | その後の異動 | 廃業時の営業保証金取戻し公告     |
| ---------- | -------- | ------------------------------------------------------------------ | -------------------------------------- | --- | -------------------------------- |
| 2001年3月  | 10       | 三菱信アセットマネジメント                                         | 三菱信託銀行、2000年2月                | 2000年3月投信認可。2004年10月に東京三菱投信投資顧問と合併して消滅 | 2004年12月                       |
| 2001年3月  | 11       | フェニックス・グローバル・インベストメント                         |                                        | 2003年5月に東京短資が買収、社名を「TTグローバル・アセットマネジメント」に変更 |                                  |
| 2001年3月  | 12       | 野村ファンド・リサーチ・アンド・テクノロジー                       |                                        | |                                  |
| 2001年3月  | 欠番     |                                                                    |                                        | |                                  |
| 2001年3月  | 14       | シノピア・ティ・アンド・ディアセットマネジメント                   |                                        | 廃業して2004年3月に認可抹消、2004年2月に解散 | 2004年4月                        |
| 2001年3月  | 15       | 中央三井ステート・ストリート・アドバイザーズ                       |                                        | 2002年11月に解散、2002年12月に認可抹消 | 2003年2月                        |
| 2001年3月  | 16       | エムアンドエイコンサルティィング                                   | オリックス（主要株主）                 | 2004年9月までに社名を「MACアセットマネジメント」に変更。廃業して2006年5月に認可抹消 | 2006年6月                        |
| 2001年6月  | 17       | シオズミアセットマネジメント                                       | 2000年12月                             | |                                  |
| 2001年8月  | 18       | シタデル・インベストメント・グループ・アジア・リミテッド           | 外国会社の本邦支店                     | 2009年1月に廃業 |                                  |
| 2001年8月  | 19       | スミショウキャピタルマネジメントカンパニー                         | 住友商事外国会社の本邦支店             | | 2003年1月一任分、2003年4月助言分 |
| 2002年1月  | 20       | メッツラー・アセット・マネジメント                                 | 2001年5月                              | |                                  |
| 2002年1月  | 21       | ポーラスター投資顧問                                               |                                        | 2009年4月に楽天投信と合併して消滅。存続会社は社名を「楽天投信投資顧問」に変更 |                                  |
| 2002年3月  | 22       | ゴールドマン・サックス投信                                         | 1996年2月                              | 1996年2月投信認可。2002年4月に本邦支店（1992年3月一任認可）の営業を承継、社名を「ゴールドマン・サックス・アセット・マネジメント」に変更 |                                  |
| 2002年3月  | 23       | グローバル・サイバー・インベストメント                             | 2000年4月                              | 社名を「GCIアセット・マネジメント」に変更 |                                  |
| 2002年4月  | 24       | ユキ・マネジメント・アンド・リサーチ                               | 2001年7月                              | 2006年10月投信認可。2009年2月に社名を「ワイ・エム・アール投信」に変更。2013年11月に解散 |                                  |
| 2002年6月  | 25       | 大同ライフ投信                                                     | 大同生命                               | 旧・第一投信（1980年12月投信免許）。1997年12月に社名を「長期信用投信」に変更。1999年4月に「大同ライフ投信」に変更。2002年7月にティ・アンド・ディ太陽大同投資顧問と合併、「ティ・アンド・ディ・アセットマネジメント」に変更。2006年8月に「T&Dアセットマネジメント」に変更 |                                  |
| 2002年6月  | 26       | インスパイア投資顧問                                               |                                        | 2001年12月に株式会社化。2002年12月に廃業、2003年3月にインスパイアと合併して消滅 | 2003年2月                        |
| 2002年8月  | 27       | ホライゾン・アセット・インターナショナル・リミテッド               | 外国会社の本邦支店                     | 日本法人（2006年11月一任認可）への営業譲渡により消滅、2006年12月に認可抹消 | 2007年1月                        |
| 2002年11月 | 28       | プルデンシャル・インベストメント・マネジメント・ジャパン・インク   | 外国会社の本邦支店                     | 2002年11月投信認可（同時）。12月にプルデンシャル投資顧問とプルデンシャル・アセット・マネジメント・ジャパン（旧プルデンシャル三井トラスト投信、1998年9月設立・投信免許、2000年4月社名変更）の2社の営業を承継。2006年9月に日本法人（2006年8月に一任認可・投信認可）への営業譲渡により消滅 | 2006年11月                       |
| 2002年11月 | 29       | オリックス投信投資顧問                                             | オリックス                             | 2002年11月投信認可（同時）。廃業して2004年4月に認可抹消、6月に解散 | 2004年5月                        |
| 2003年3月  | 30       | 新生インベストメント・マネジメント                                 | 新生銀行、2001年12月                   | 2003年3月投信認可（同時） |                                  |
| 2003年4月  | 31       | ノーザン・トラスト・グローバル・インベストメンツ                   |                                        | 2007年6月証券業登録、社名を「ノーザン・トラスト証券投資顧問」に変更。11月までに「ノーザン・トラスト・グローバル・インベストメンツ」に変更。2020年3月に第一種金融商品取引業を廃止 |                                  |
| 2003年4月  | 32       | HCアセットマネジメント                                             |                                        | 現行法の下、2018年6月に投信委託業務を開始 |                                  |
| 2003年5月  | 33       | アストマックス・アセット・マネジメント                             | アストマックス、2002年9月設立          | 廃業して2005年11月にアストマックスと合併して消滅、12月に認可抹消 | 2006年1月                        |
| 2003年7月  | 34       | 安田ペインウエバー投信                                             | 明治安田生命、1999年3月                | 1999年3月投信認可。2003年6月に社名を「安田投信投資顧問」に変更。2003年8月に安田投資顧問（1987年6月一任認可）と合併。2010年10月にMDAMアセットマネジメントと合併して消滅 |                                  |
| 2003年11月 | 35       | 日興コーディアル・アドバイザーズ                                   | 日興コーディアル証券、2002年12月       | 2006年12月にグローバル・ラップ・コンサルティング・グループと合併、社名を「日興グローバルラップ」に変更 |                                  |
| 2003年12月 | 36       | ニコラス・エドワーズ・インベストメンツ                             |                                        | 2009年4月に廃業・解散 |                                  |
| 2003年12月 | 37       | ムーンライトキャピタル                                             |                                        | 2009年6月投信認可。2012年2月に登録取消 |                                  |
| 2003年12月 | 38       | CMT Asia, Inc.                                                     | 外国会社の本邦支店                     | 廃業して2005年8月に認可抹消 | 2005年8月                        |
| 2004年2月  | 39       | アラディン・キャピタル投資顧問                                     | 2003年6月                              | 2012年2月に三菱商事アセットマネジメント（旧・三菱商事証券、1999年6月一任認可）と合併して消滅 |                                  |
| 2004年2月  | 40       | AIGインベストメントマネジメント投資顧問                            | 2004年1月                              | 2007年3月にエイアイジー投信投資顧問（旧エイアイジー投資顧問、1987年9月一任認可）と合併して4月に廃業、5月に解散 | 2007年4月                        |
| 2004年6月  | 41       | ヒューミント投資顧問                                               | 2004年1月                              | 2007年3月投信認可。2009年10月に社名を「キャピタル・パートナーズアセットマネジメント」に変更。2010年3月に「キャピタルアセットマネジメント」に変更 |                                  |
|            | 欠番     |                                                                    |                                        | |                                  |
| 2004年7月  | 43       | 大和証券                                                           |                                        | |                                  |
| 2004年8月  | 44       | 三井アセット信託銀行                                               |                                        | |                                  |
| 2004年8月  | 45       | 三菱信託銀行                                                       |                                        | |                                  |
| 2004年8月  | 46       | りそな信託銀行                                                     |                                        | |                                  |
| 2004年10月 | 47       | 住友信託銀行                                                       |                                        | |                                  |
| 2004年10月 | 48       | モルガン信託銀行                                                   |                                        | |                                  |
| 2004年10月 | 49       | みずほ信託銀行                                                     |                                        | |                                  |
| 2004年12月 | 50       | 新光証券                                                           |                                        | |                                  |
| 2005年4月  | 51       | パナソニックペンションファンドマネジメント                         | 松下電器産業、2004年5月                | 2018年6月に廃業、2019年3月に解散 |                                  |
| 2005年4月  | 52       | T. ロウ・プライス・グローバル投資顧問東京支店                      | 外国会社の本邦支店                     | 2011年に社名を「T.ロウ・プライス・インターナショナル・リミテッド」に変更。2017年に「ティ・ロウ・プライス・インターナショナル・リミテッド」に変更。2018年4月に日本法人（ティー・ロウ・プライス・ジャパン、2017年8月設立）に営業譲渡 |                                  |
| 2005年4月  | 53       | トレイダーズ投資顧問                                               | トレイダーズ証券、1999年11月設立       | 旧イ・システム。2003年4月に社名を「トレイダーズ投資顧問」に変更。2008年4月に日本プライベート証券（2009年8月廃業、9月解散）が買収、社名を「JPSアセットマネジメント」に変更。2009年7月に業務改善命令、8月に廃業、2010年1月に解散 |                                  |
| 2005年6月  | 54       | ユーエフジェイ信託銀行                                             |                                        | 投資一任業務を廃止、2005年11月に認可抹消 |                                  |
| 2005年8月  | 55       | エムエフシー・グローバル・インベストメント・マネジメント・ジャパン | 2004年4月                              | 2011年4月に社名を「マニュライフ・アセット・マネジメント」に変更。2016年7月にマニュライフ・インベストメンツ・ジャパン（2007年設立、2008年投資運用業登録）と合併。2020年4月に「マニュライフ・インベストメント・マネジメント」に変更 |                                  |
| 2005年8月  | 56       | アイエヌジー投信                                                   | 1999年9月                              | 1999年9月投信認可。2015年4月に社名を「NNインベストメント・パートナーズ」に変更 |                                  |
| 2005年9月  | 57       | 野村証券                                                           |                                        | |                                  |
| 2005年10月 | 58       | AIFAMアセットマネジメント                                          | 2004年4月                              | |                                  |
| 2005年10月 | 59       | アストマックス                                                     | 1992年9月設立                          | 持株会社制に移行するため、2012年10月に投資運用業の営業をマネックス・オルタナティブ・インベストメンツに譲渡し、社名を「アストマックス・トレーディング」に変更。2021年4月に持株会社と合併して消滅 |                                  |
| 2005年10月 | 60       | ユナイテッド投信                                                   | 1999年9月                              | 2005年10月に社名を「ユナイテッド投信投資顧問」に変更、2013年7月に「日本アジア・アセット・マネジメント」に変更。2018年10月に「あいグローバル・アセット・マネジメント」に変更。2021年4月に業務停止命令、12月に登録取消 |                                  |
| 2006年1月  | 61       | 三菱UFJ証券                                                        |                                        | |                                  |
| 2006年1月  | 62       | 光証券                                                             |                                        | |                                  |
| 2006年2月  | 63       | アリアンツ・グローバル・インベスターズ・ジャパン                   | 2004年4月                              | 旧RCMジャパン。2004年12月に社名を「アリアンツ・グローバル・インベスターズ・ジャパン」に変更。2008年4月に「RCMジャパン」に変更。2012年10月に「アリアンツ・グローバル・インベスターズ・ジャパン」に変更 |                                  |
| 2006年7月  | 64       | 野村不動産投資顧問                                                 | 野村不動産、2005年7月                  | 2011年10月に野村不動産投信と合併して消滅。存続会社は社名を「野村不動産投資顧問」に変更 |                                  |
| 2006年7月  | 65       | 野村信託銀行                                                       |                                        | |                                  |
| 2006年7月  | 66       | エピック・パートナーズ・インベストメンツ                           | 2005年4月                              | |                                  |
| 2006年7月  | 67       | みずほインベスターズ証券                                           |                                        | |                                  |
| 2006年8月  | 68       | スパークス分割準備                                                 | スパークス・アセット・マネジメント投信 | 2006年8月投信認可（同時）。2006年10月に持株会社に移行するスパークス・アセット・マネジメント投信（旧スパークス投資顧問、1997年2月一任認可）の営業を承継、社名を「スパークス・アセット・マネジメント」に変更j |                                  |
| 2006年8月  | 69       | プルデンシャル投信投資顧問分割準備                                 | 2006年4月                              | 2006年8月投信認可（同時）、社名を「プルデンシャル・インベストメント・マネジメント・ジャパン」に変更。9月に本邦支店（2002年11月一任・投信認可）の営業を承継。2017年10月に「PGIMジャパン」に変更 |                                  |
| 2006年11月 | 70       | 藍澤証券                                                           |                                        | |                                  |
| 2006年11月 | 71       | ウエスタン・アセット・マネジメント                                 | 1991年10月                             | |                                  |
| 2006年11月 | 72       | ホライゾン・アセット・インターナショナル準備                       | 2006年8月                              | 本邦支店の営業を承継し、社名を「ホライゾン・アセット・インターナショナル」に変更。2021年8月に廃業 |                                  |
| 2006年12月 | 73       | SMBCフレンド証券                                                   |                                        | |                                  |
| 2007年1月  | 74       | 日本バリュー・インベスターズ                                       | 2005年12月                             | |                                  |
| 2007年1月  | 75       | BFCアセットマネジメント                                            | 2006年5月                              | 旧NKオルタナティブ・アセット・マネジメント。2006年8月に社名を「BFCアセットマネジメント」に変更。2018年7月にマーサー・インベストメント・ソリューションズ（2015年5月設立、10月投資運用業登録）と合併、「マーサー・インベストメンツ」に変更 |                                  |
| 2007年6月  | 76       | 岡三証券                                                           |                                        | |                                  |
| 2007年6月  | 77       | コスモ証券                                                         |                                        | |                                  |
| 2007年7月  | 78       | 21世紀アセットマネジメント                                         | 2005年2月                              | 2006年10月に投信認可。2009年4月にファンドクリエーション投信投資顧問（旧クオンティス投資顧問、2000年6月一任認可）との合併を中止。同年10月にグラウンド・ファイナンシャル・アドバイザリーが買収。2011年10月に公募投信に係る投信委託業務を廃止。2012年6月に社名を「匠投信投資顧問」に変更。2016年6月に「匠投資顧問」に変更 |                                  |
| 2007年7月  | 79       | プリンシパル・グローバル・インベスターズ・ジャパン                 | 2006年8月                              | 2008年7月に社名を「プリンシパル・グローバル・インベスターズ」に変更。現行法の下、2016年12月に投信委託業務を開始 |                                  |
| 2007年7月  | 80       | プラチナムグローブアセットマネージメントジャパン                   | 2006年11月                             | 2015年4月に廃業・解散 |                                  |
| 2007年9月  | 81       | シティグループ・グローバル・インベストメンツ・ジャパン             | 2006年3月                              | 2009年7月に廃業、8月に解散 |                                  |
| 2007年9月  | 82       | マネックス・オルタナティブ・インベストメンツ                       | 2004年10月                             | 2011年2月にあすかコモディティインベストメンツ（旧・三井物産あすかインベストメンツ、2005年10月設立、2018年12月社名変更）と合併。2012年8月に持株会社制に移行するアストマックスが買収、10月に同社の投資運用業の営業を承継、社名を「アストマックス投資顧問」に変更。2013年4月にITCインベストメント・パートナーズ（旧フィスコアセットマネジメント、2004年5月設立、2007年1月投信認可、2008年5月に社名を「TAKMAキャピタル」に変更、同年12月に伊藤忠商事が買収、2009年3月に「ITCインベストメント・パートナーズ」に変更）と合併して消滅。存続会社は社名を「アストマックス投信投資顧問」に変更、さらに2021年3月に「PayPayアセットマネジメント」に変更 |                                  |
| 2007年9月  | 83       | 中央三井信託銀行                                                   |                                        | |                                  |
|            |          |                                                                    |                                        | |                                  |